# Scania
Die Scania AB ist ein Hersteller von Nutzfahrzeugen, Bussen sowie Schiffs- und Industriemotoren mit Sitz im schwedischen Södertälje. Scania zählt zu den größten Herstellern schwerer Lastwagen in Europa und Südamerika und beschäftigte 2014 weltweit etwa 42.000 Mitarbeiter. Seit Januar 2015 ist Scania ein Teil des Volkswagen-Konzerns und seit deren Gründung ein Teil der VW-Nutzfahrzeugtochter Traton.

## Geschichte

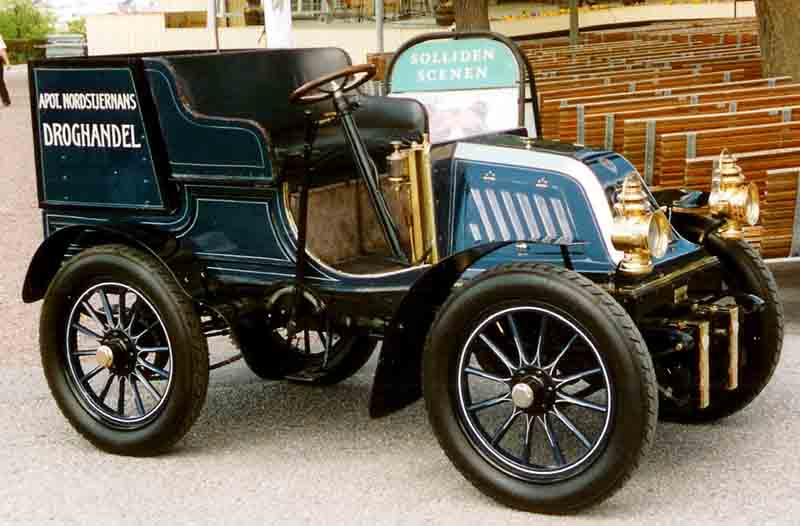
Der erste Scania-Lkw von 1903

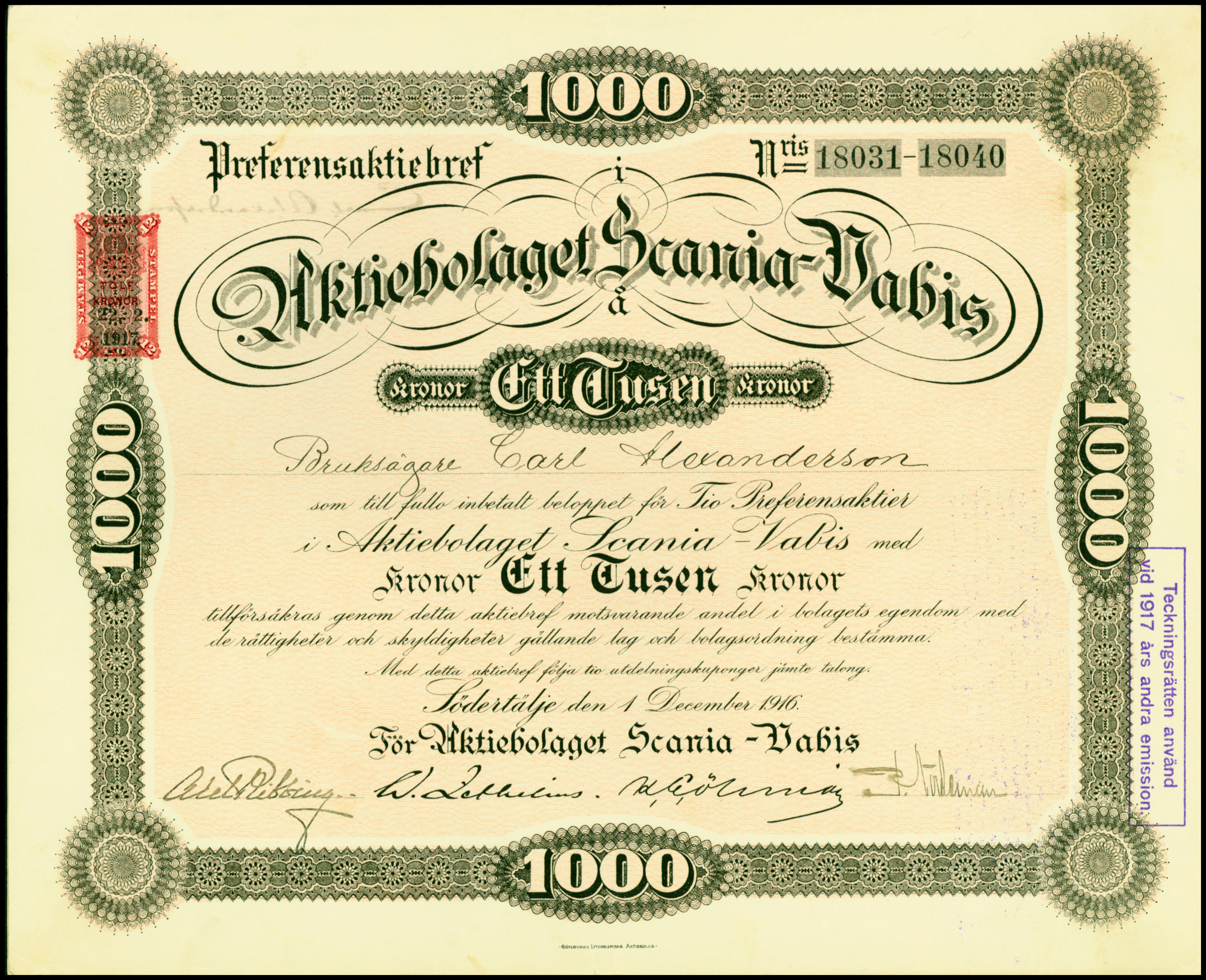
Aktie über 1000 Kronen der AB Scania-Vabis vom 1. Dezember 1916

Der Name Scania ist die lateinische Bezeichnung für die historische schwedische Provinz Schonen.
Im Jahr 1911 fusionierte die damalige Scania Gesellschaft aus Malmö, Schonen (Lateinisch Scania) mit der in finanzieller Bedrängnis befindlichen Firma Vabis aus Södertälje.
1919 wurde die Produktion überwiegend auf Lkw umgestellt. Da die Nachfrage nach Lkw in der Zeit nach dem Ersten Weltkrieg gering war und eine starke Deflation herrschte, wurde Scania 1921 insolvent. Im selben Jahr wurde das Unternehmen unter Beibehaltung des Namens neu gegründet. Die letzten Personenwagen wurden 1929 produziert. 1932 erschienen erste Frontlenker-Omnibusse und 1933 Frontlenker-Lastwagen. Ab 1936 wurden die ersten Dieselmotoren in Serie gebaut. Um ein rentables Händler- und Werkstättennetz für seine Lkw und Busse aufbauen zu können, wurde Scania-Vabis ab 1948 zusätzlich Generalimporteur für VW in Schweden. 1962 eröffnete Scania ein erstes ausländisches Werk in Brasilien, 1965 ein weiteres in den Niederlanden. Obwohl es noch kein eigenes Händlernetz in Deutschland gab, sprach sich die Qualität der Produkte herum. Erste Scania-Lastwagen erschienen bei norddeutschen Speditionen. Seit 1963 gab es wieder Frontlenker im Lastwagen-Programm.
Ab 1968 wurden die Nutzfahrzeuge unter dem Namen Scania ohne den Zusatz Vabis verkauft. Im selben Jahr wurde die erste Verkaufsniederlassung in Deutschland gegründet.

Saab-Scania
Altes Logo

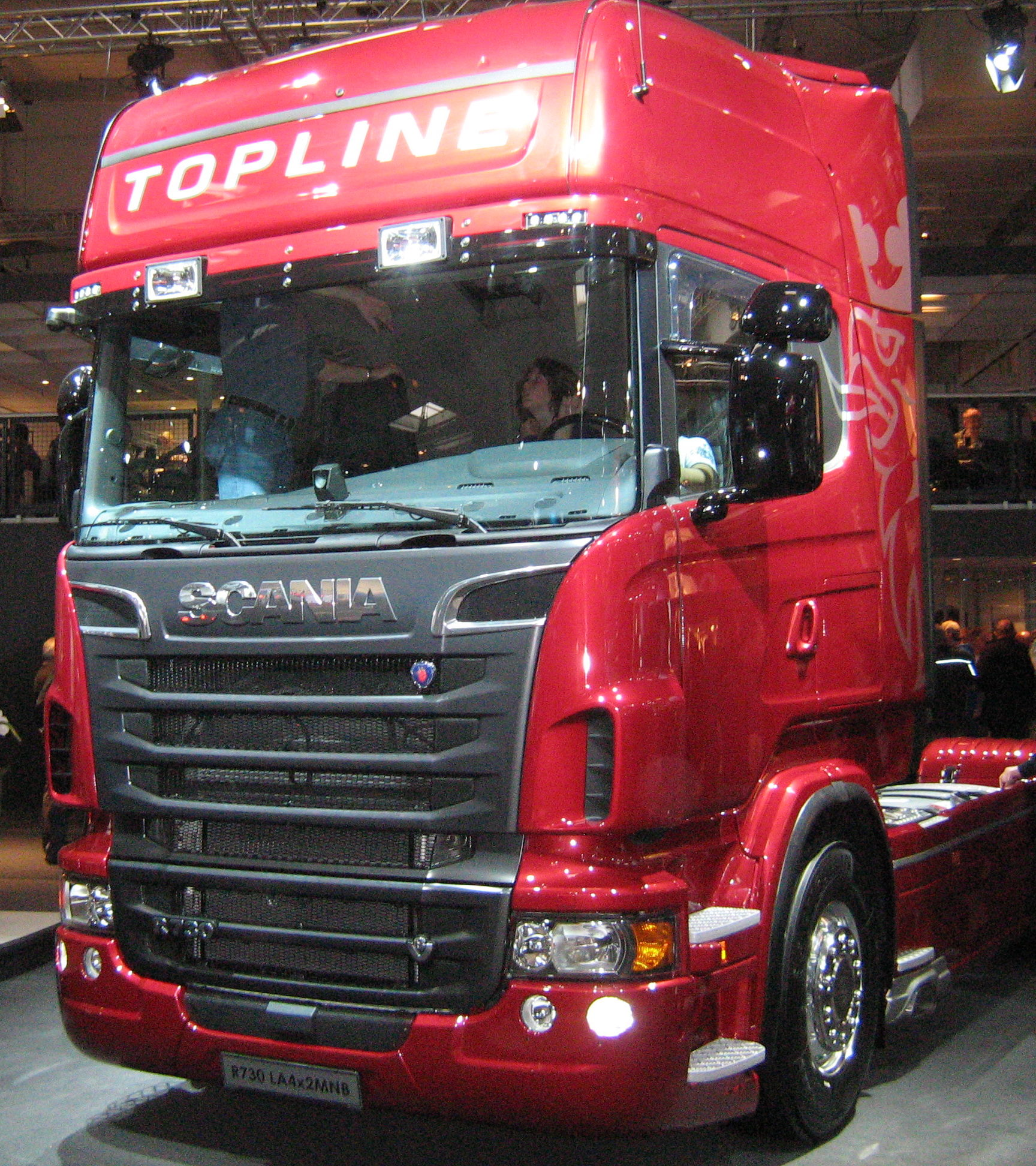
Scania Topline V 8 – R 730 (2010)

1969 wurde Scania vom schwedischen Saab-Konzern übernommen und war danach eine Sparte des nun als Saab-Scania firmierenden Konzerns. 1995 wurde Scania aus dem Saab-Konzern ausgegliedert. Beide Unternehmen operieren seitdem unabhängig voneinander. 1999 versuchte der schwedische Konkurrent Volvo, Scania zu übernehmen. Das wurde jedoch durch die Kartellbehörden untersagt, da eine marktbeherrschende Stellung In Nordeuropa erwartet wurde. Danach stieg der Volkswagenkonzern mit einer Unternehmensbeteiligung ein. Im Jahr 2000 wurde das einmillionste Fahrzeug hergestellt. Der VW-Konzern erwarb für rund 3 Milliarden Deutsche Mark 18,7 % des Kapitals sowie 34,0 % der Stimmrechte. Im Februar 2008 stockte VW seinen Anteil auf 38 % der Stimmrechte auf. MAN hatte am 18. September 2006 ein Übernahmeangebot in Höhe von 10,3 Mrd. Euro für Scania bekanntgegeben und gleichzeitig Anteile mit ca. 14 % der Stimmrechte über die Börse gekauft. Dieses Angebot wurde am 23. November 2006 von Scania abgelehnt. MAN zog das Angebot am 23. Januar 2007 freiwillig zurück, stockte allerdings bis Februar 2008 seine Stimmrechte auf ca. 17 % auf.
Weitere bedeutende Anteile an Scania wurden bis März 2008 vom schwedischen Investmentunternehmen Investor AB (20,1 % der Stimmrechte) und Stiftungen der Familie Wallenberg (10,5 % der Stimmrechte) gehalten, bis Volkswagen diese Anteile erwarb und somit ca. 37,73 % des Kapitals und 68,60 % der Stimmrechte hielt. Am 18. Juli 2008 lagen die letzten kartellrechtlichen Genehmigungen vor, und der Mehrheitserwerb konnte vollzogen werden. Am 24. Dezember 2008 erwarb MAN Aktienoptionen und teilte mit, jetzt über mehr als 20 % der Stimmrechte bei Scania zu verfügen. Infolge der Mehrheitsübernahme der Porsche Automobil Holding an der Volkswagen AG erlangte Porsche die indirekte Kontrolle an Scania, wodurch ein Pflichtangebot nötig wurde. Porsche wurden 4,4 Millionen A-Aktien und 59,04 Mio. B-Aktien angedient, die umgehend an Volkswagen weitergereicht wurden. Am 9. November 2011 übernahm die Volkswagen AG die Mehrheit an MAN. Die Anteile der MAN an Scania mit eingerechnet, hielt die Volkswagen AG nun mit 62,6 % des Kapitals und 89,2 % der Stimmrechte die Mehrheit am Unternehmen.
Zum 1. September 2012 wechselte der bisherige Vorstandsvorsitzende Leif Östling in den Vorstand der Volkswagen AG, um dort das konzernweite Nutzfahrzeuggeschäft zu koordinieren. Sein Nachfolger bei Scania wurde Ende 2012 sein Stellvertreter Martin Lundstedt.
Am 21. Februar 2014 kündigte die Volkswagen Aktiengesellschaft ein freiwilliges öffentliches Angebot an die Aktionäre der Scania Aktiebolag zur Übernahme aller Scania-Aktien zu einem Preis von 200 SEK in bar je Aktie an. Am 13. Mai 2014 entsprachen die im Rahmen des Angebots angedienten und die bereits unmittelbar und mittelbar von VW gehaltenen Aktien einem Anteil von 90,47 % der Scania-Aktien bzw. einem Stimmrechtsanteil von 96,26 %.
Volkswagen plante einen Squeeze-out in Bezug auf die restlichen Scania-Aktien einzuleiten und deren Delisting von der NASDAQ OMX Stockholm voranzutreiben. Nachdem Volkswagen den verbleibenden Aktionären 200 SEK samt 5,02 Kronen Zinsen (ca. 21,53 Euro) je Aktie zahlte, hielt es nunmehr 100 % der Anteile. Im weiteren Verlauf der Umstrukturierung des Nutzfahrzeuggeschäfts von VW entstand die börsennotierte Holding Traton, an der VW Stand 17. Oktober 2022 92,11 % hielt.
Im Jahr 2021 deckten gemeinsamen Recherchen von Frontal21 und dem schwedischen SVT-Fernsehmagazin Uppdrag Granskning mehrere Fälle von Korruption bei Scania in Indien auf. Zwischen 2013 und 2017 soll Scania in 19 verschiedenen Fällen Bestechungsgelder bis zu jeweils 65.000 Euro an Politiker und Entscheidungsträger gezahlt haben. Der derzeit amtierende indische Verkehrsminister Nitin Gadkari soll einen Luxusbus erhalten haben. Scania übernahm mit insgesamt 260.000 Euro einen Großteil der Kosten. Die Staatsanwaltschaft Braunschweig leitete daraufhin Vorermittlungen gegen Scania ein.
Die EU-Kommission verhängte 2017 gegen Scania eine Geldbuße von etwas mehr als 880 Millionen Euro, da das Unternehmen über 14 Jahre hinweg mit seinen Wettbewerbern die Verkaufspreise für Lastwagen abgesprochen hatte und zudem vereinbarte, die Kosten für neue Technologien zur Einhaltung der strengeren Emissionsvorschriften an die Kunden weiterzugeben. Dies ist die zweithöchste Geldbuße gegen ein Unternehmen, die von der EU-Kommission im Kartellrecht verhängt wurde (Betrachtungszeitraum 1969–2023). Mit den anderen Kartellteilnehmern, darunter MAN, Daimler, Volvo und Iveco hatte die Kommission zuvor einen Vergleich geschlossen. Scania ließ sich auf den Vergleich nicht ein und klagte erfolglos gegen den Beschluss. Nach Klageabweisung rief das Unternehmen den Europäischen Gerichtshof an. Der EuGH wies dieses Rechtsmittel am 1. Februar 2024 zurück.

## Unternehmensstruktur
Scania bietet seit langen Jahren im Lkw-Bereich nur Lastkraftwagen für den schweren Verteilerverkehr, Fernverkehr sowie Bau- und Sonderfahrzeuge (zum Beispiel für Feuerwehren) höherer Gewichtsklassen an.
Das Programm beginnt gegenwärtig (2016) bei 18 Tonnen zulässigem Gesamtgewicht und 175 kW Motorleistung, die schwersten Solofahrzeuge für den Straßenverkehr kommen auf 40 Tonnen Gesamtgewicht (Schweiz), die Motorenpalette endete Stand 2021 bei 566 kW (). Daneben ist Scania aktiv im Bereich von Linien- und Reisebussen mit der Omni-Produktfamilie (OmniLink und OmniExpress in verschiedenen Ausführungen) für den ÖPNV sowie den Modellreihen Century und PB für den Reiseverkehr. Es sind Motoren (unter anderem das komplette V8-Programm) für die Euro-VI-Abgasnorm sowie Euro-Stufe-IV/US-Tier-4-final für Non-Road-Fahrzeuge und -Maschinen (Krane, Dumper, Brecher, Shredder, Häcksler etc.) erhältlich (Stand Dezember 2013).

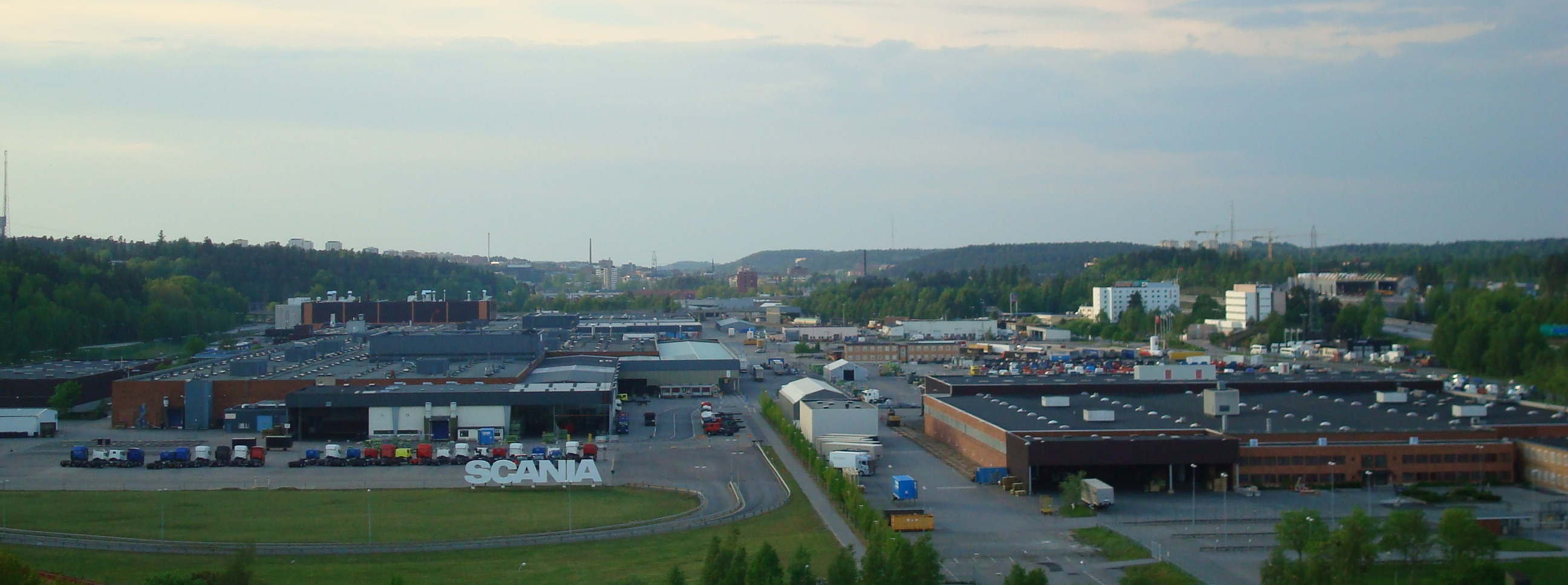
Scania-Fabrik in Södertälje

Im von Scania ausschließlich bedienten Markt schwerer Lkw ab 16 Tonnen Gesamtgewicht lag das Unternehmen 2006 europaweit und auch in Deutschland auf Platz 5 der Verkaufszahlen deutlich hinter den Wettbewerbern Mercedes-Benz, MAN, DAF und Volvo, vor Renault und Iveco. 2013 konnte Scania in Deutschland allerdings um 5,1 % wachsen (Lkw-Gesamtmarkt minus 8,1 %) und damit einen Marktanteil von 10,3 % erzielen. Auf dem schwedischen Heimatmarkt ist Scania nach Volvo die Nummer zwei mit nicht allzu großem Abstand (2012 wurden dort 1.747 schwere Lkw ausgeliefert). Besonders stark vertreten ist Scania in Südamerika (vor allem als Lieferant von Motoren und Fahrgestellen für Busse und Lkw), so z. B. in Brasilien (2012 wurden dort immerhin 11.820 schwere Lkw ausgeliefert) und Argentinien (2012: 1855 schwere Lkw), in den USA hingegen werden Scania-Fahrzeuge nicht angeboten. Stark ist Scania auch in Russland (2012: 5823 schwere Lkw) sowie Großbritannien (2012: 4555 schwere Lkw); vor Deutschland (2012: 4427 schwere Lkw). Ebenfalls anzutreffen ist Scania in Australien, Neuseeland, China (2012: 1798 schwere Lkw) und Südafrika, ohne dort allerdings eine nennenswerte Rolle zu spielen.

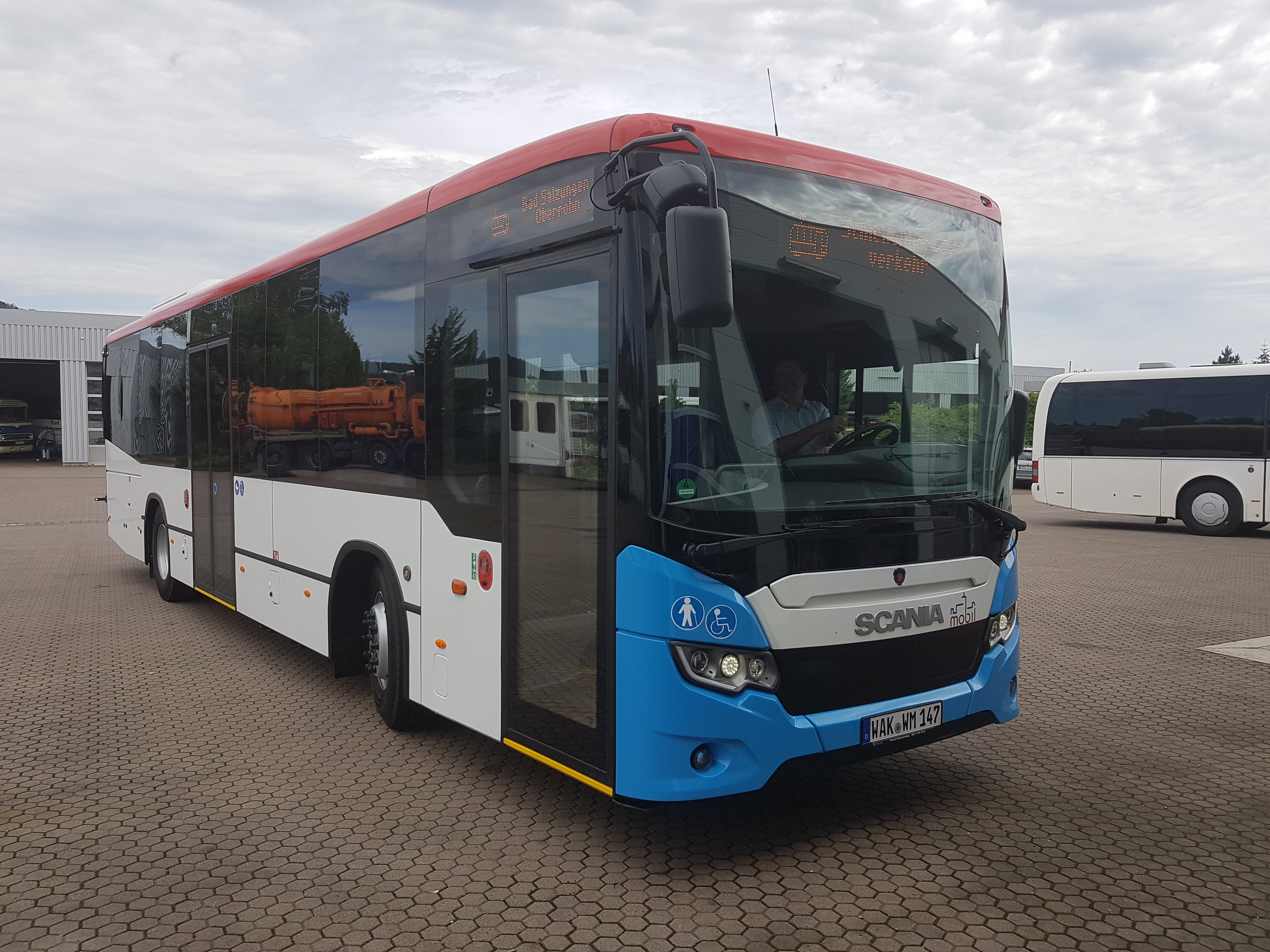
Scania LE Suburban Verkehrsunternehmen Wartburgmobil

Mit Bussen ist Scania vor allem auf den skandinavischen Heimatmärkten und in Südamerika gut vertreten, außerdem in Großbritannien und Spanien. Auf dem deutschen Busmarkt spielte Scania bisher eine Nebenrolle. Allerdings wurden bis Frühjahr 2014 rund 60 Reisebusse von Scania für ADAC-Postbus geliefert, die die 30 größten deutschen Städte verbanden. 2013 erhielten die Skandinavier zudem einen Großauftrag der Berliner Verkehrsbetriebe (BVG) über 156 Niederflur-Gelenkbusse, die im Zeitraum 2014 bis 2017 an die BVG geliefert wurden. Diese 18 Meter langen Fahrzeuge haben einen 5-Zylinder-Dieselmotor mit 320 PS (235 kW) und ein Automatikgetriebe. Sie erfüllen die Abgasemissionsgrenzwerte nach Euro-Stufe-VI.

## Produktgeschichte

### Gründungsjahre und Zeit bis zum Zweiten Weltkrieg
Vor der Fusion im Jahr 1911 wurden vom Vorgängerunternehmen Scania Lastwagen für 1½ Tonnen Nutzlast und von Vabis solche für 2 bis 3 Tonnen Nutzlast angeboten. Vor dem Ersten Weltkrieg reichte die Palette bereits bis 6 Tonnen Nutzlast, für damalige Zeiten ein hoher Wert. Für den Militäreinsatz entstanden erste Fahrzeuge mit Antrieb auf beide Achsen, die später auch zivil angeboten wurden und ab Mitte der 1920er Jahre mit einer zusätzlichen antriebslosen Achse zu einem Dreiachser kombiniert werden konnten.
Erste Versuche mit Dieselmotoren begannen 1927, aber erst im Jahr 1936 wurden die ersten eigenen Dieselmotoren nach einer Lizenz von Humboldt-Deutz in der Serie verwendet. Während bis dahin ausschließlich Haubenwagen gefertigt wurden, erschienen 1932 erste Frontlenker-Omnibusse und 1933 Frontlenker-Lastwagen, beide erhielten wegen ihres Aussehens den Beinamen „Bulldog“. Die Fertigung der Frontlenker-Lastwagen wurde allerdings Ende der 1930er Jahre wieder eingestellt.
1944 wurden mit den Typen Scania-Vabis F 10 und L 10 neue Modelle für 8 bis 9 Tonnen Gesamtgewicht herausgebracht, bald ergänzt um die schwereren L 20 und LS 20.

### Nachkriegsjahre bis 1967: Scania-Vabis und letzte Blütezeit der Haubenwagen

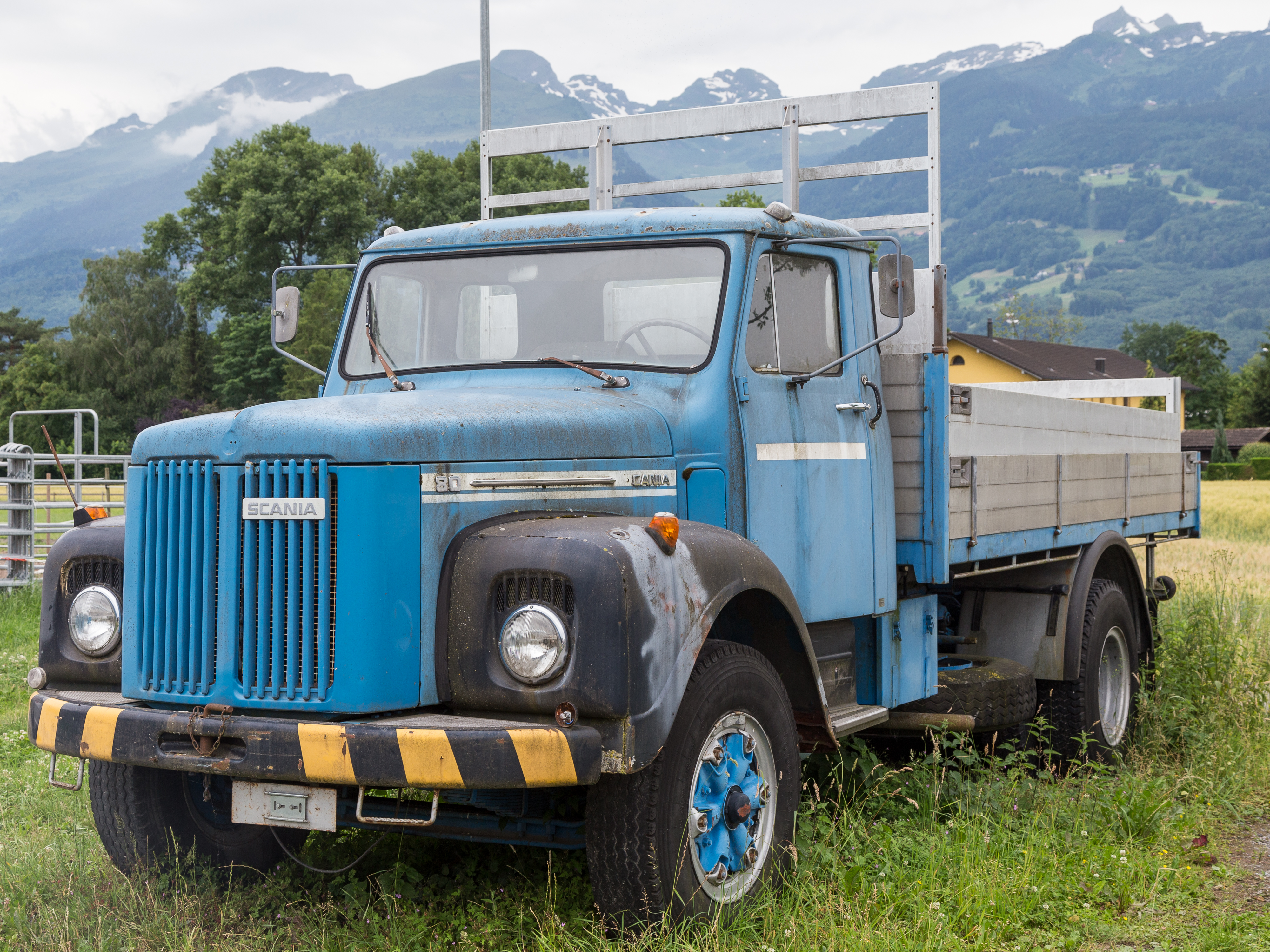
Scania L 80

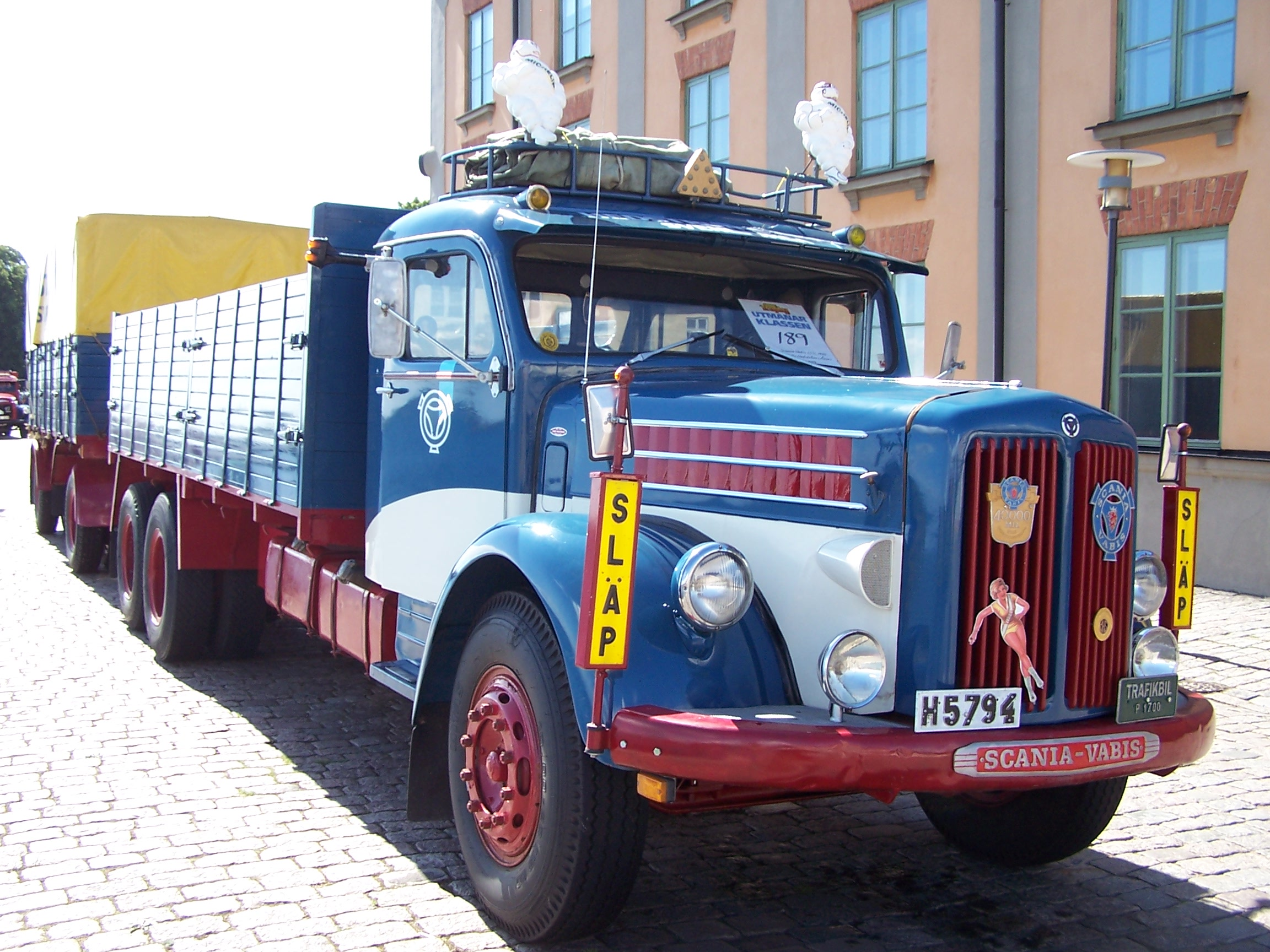
Scania-Vabis LS 71 (1955) Schwerlastwagen der 1950er Jahre

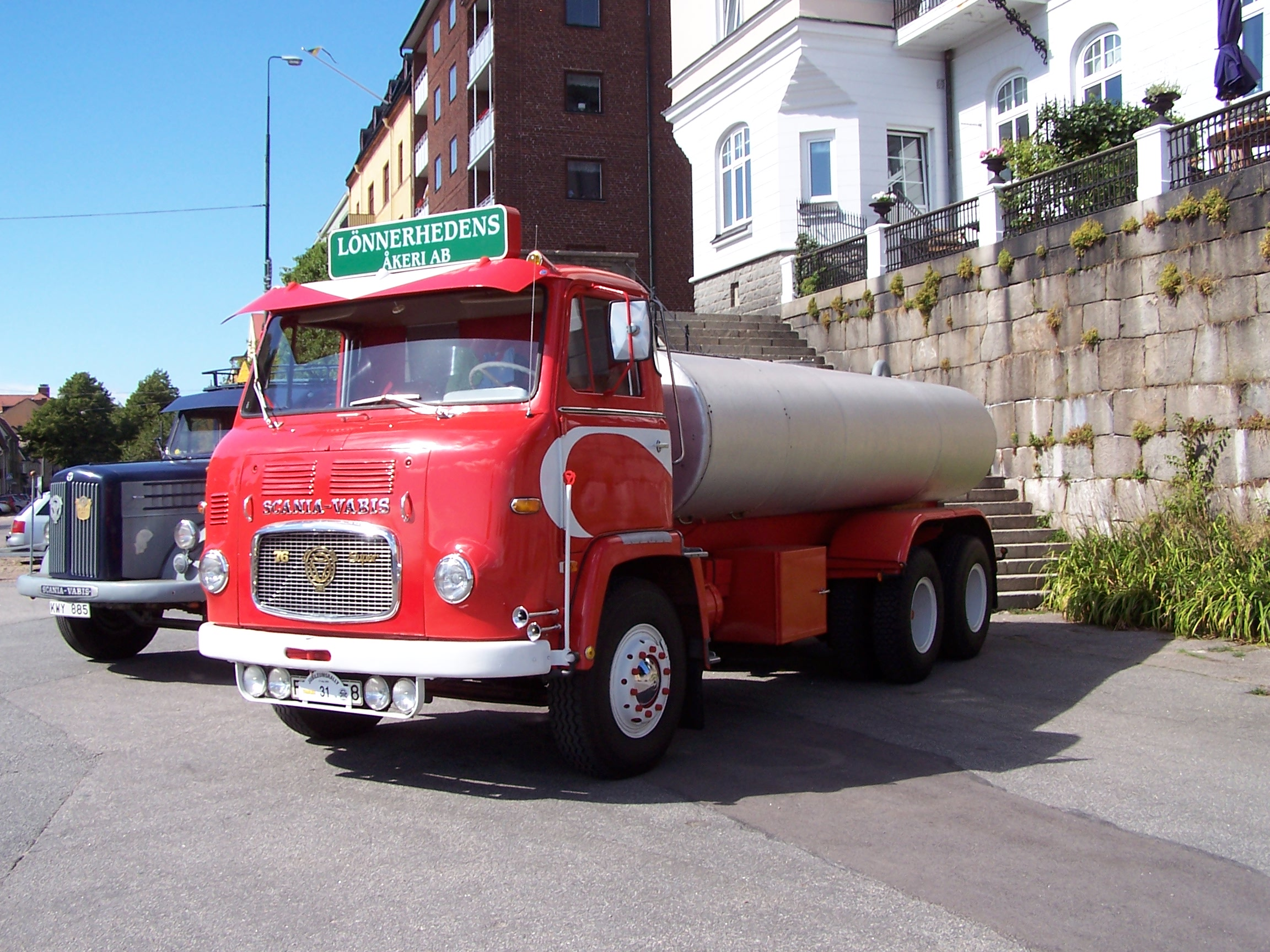
Scania-Vabis LBS 76 (1963) erster Nachkriegs-Frontlenker

Bis in die 1950er Jahre hinein verlagerte sich der Schwerpunkt der Produktion immer mehr zu schweren Fahrzeugen sowie auch weiterhin Omnibussen. Bereits in den 1950er Jahren wurden Motoren mit Direkteinspritzung nach Lizenz von Leyland eingebaut. Es folgten wie beim Wettbewerber MAN erste Versuche mit Abgasturboladern. Wichtige Modelle dieser Zeit waren ab 1949 der Typ L 40 für 9 bis 10 Tonnen Gesamtgewicht, der L 60 für 10 bis 12 Tonnen sowie der LS 60 für 16 Tonnen.
Ab 1953 erneuerte Scania wiederum das Modellprogramm, die Modelle L 51, L 71 und LS 71 erschienen in den bekannten Gewichtsklassen. Die Typen wurden ab 1958 überarbeitet und erhielten stärkere Motoren, dazu ein neues, prägnantes Aussehen, welches die Haubenwagen bis Anfang der 80er Jahre zumindest teilweise behalten sollten. Dem eingeführten Schema nach hießen sie nun L 55, LS 55, L 75 und LS 75. Der 1961 vorgestellte LS 75 erhielt serienmäßig einen mit Abgasturbolader ausgerüsteten Dieselmotor mit über 200 PS, damals ein beachtlicher Wert. Stand bisher das S in der Modellbezeichnung allgemein für die schwereren Ausführungen, so trat an deren Stelle nun der Zusatz „Super“, später tauchte das S in der Scania-Nomenklatur als Zusatz für Sattelschlepper auf.
Bereits 1963 wurden die Motorleistungen weiter gesteigert, die Modelle hießen nun L 56 bzw. L 76 (Super). 1963 wurde außerdem, dem allgemeinen Trend erst spät folgend, wieder ein Frontlenker-Modell in der schweren Klasse eingeführt, das Modell LB 76 (Super). Das L stand nach wie vor für Lastwagen, das B wurde der bereits früher verwendeten Bezeichnung „Bulldog“ für die Scania-Frontlenker der 1930er Jahre entlehnt. Die Frontlenker folgten insofern recht spät, da sie lange Zeit in den angestammten Märkten von Scania keine Bedeutung hatten. Das Design entsprach noch dem 1950er-Jahre-Geschmack und war leicht rundlich, während europäische Wettbewerber und auch der heimische Konkurrent Volvo bereits kantige, sogenannte kubische Fahrerhäuser anboten. 1964 folgte mit dem L 36 auch erstmals wieder ein Lastwagen der mittleren Gewichtsklasse für 10 Tonnen Gesamtgewicht.

### 1968 bis 1980: Neuer Name Scania, grundlegend neues Modellprogramm

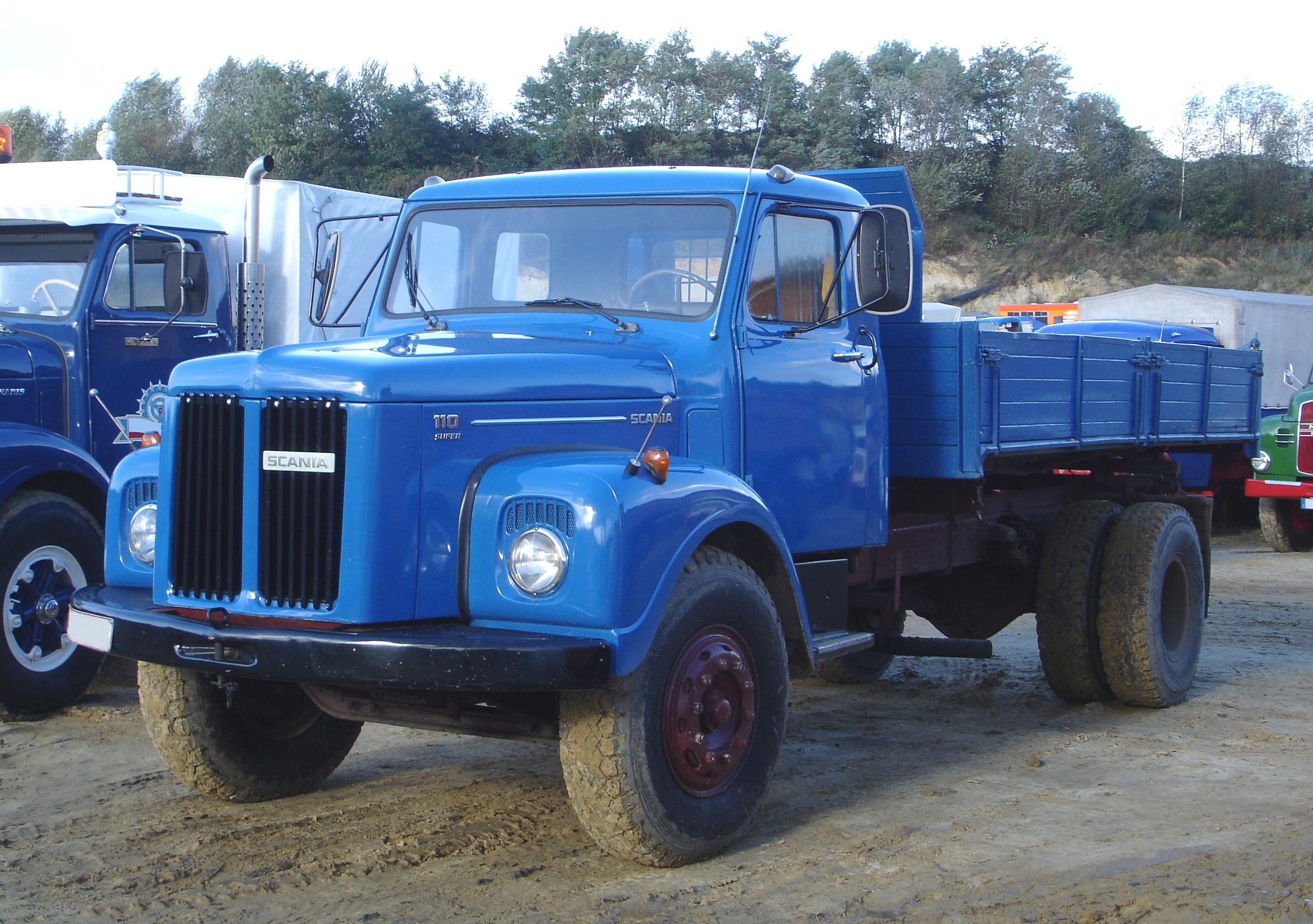
Scania L 110 Super (1968) klassischer Hauber

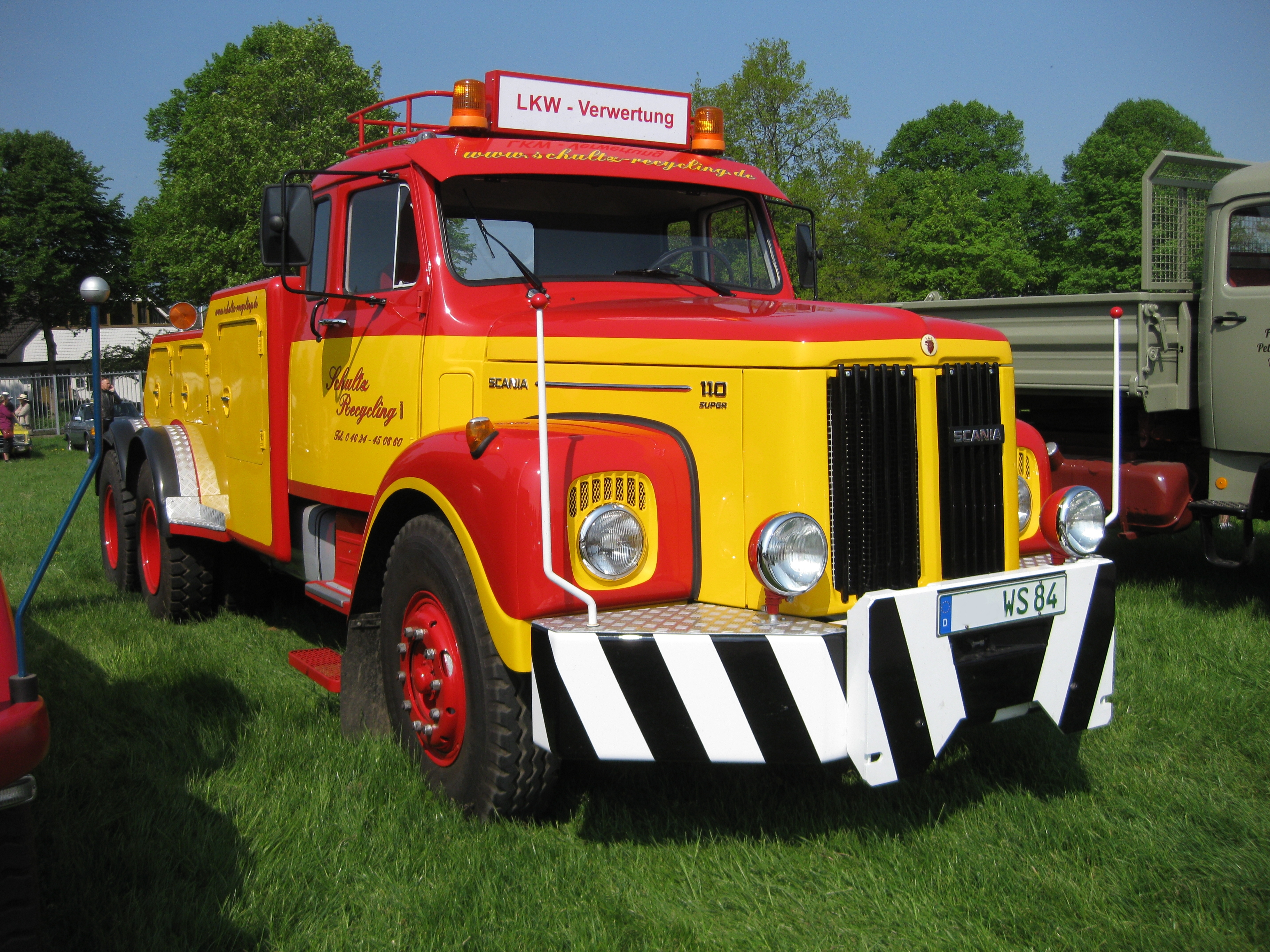
Scania L 110 als Abschleppwagen

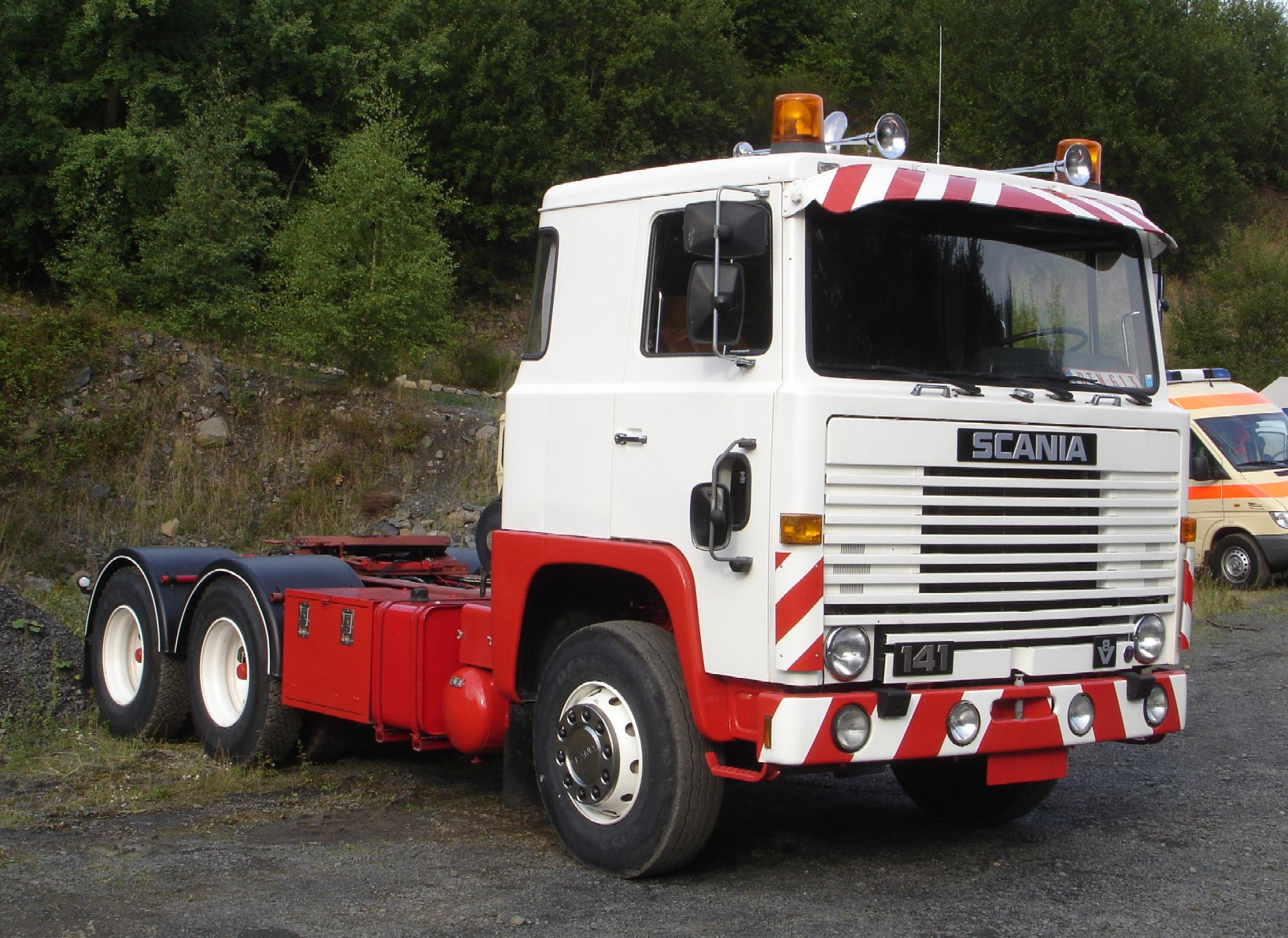
Scania LBS 141 (1974, Serie 1)

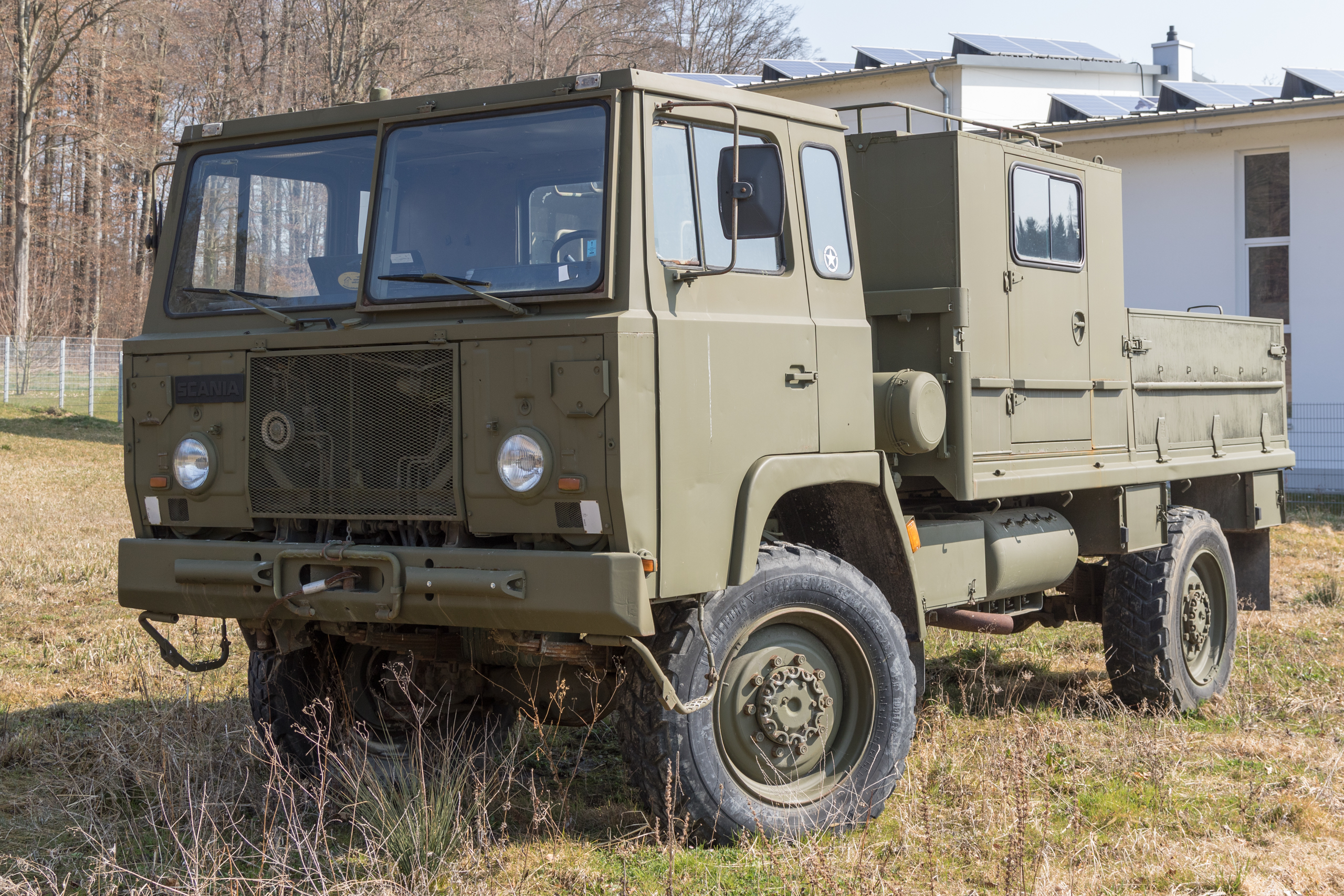
Scania SBA 111 für die Schwedische Armee (Artillerie)

1968 fiel der traditionsreiche Doppelname „Scania-Vabis“ weg, der bisher auch als Schriftzug an den Fahrzeugen zu sehen gewesen war. Fortan stand auf den Kühlerblenden nur noch Scania. Weiterhin wurden auch Omnibusse hergestellt. Für die schweren Frontlenker-Lkw erschien 1968 ein neues Fahrerhaus, das nun kastenförmig gestaltet war. Auffälligstes Erkennungsmerkmal der Scania-Frontlenker waren und sind durch alle Nachfolgegenerationen bis heute die breiten Querbalken auf der Fahrzeugfront, die zunächst als Design nicht unumstritten waren. Das Kabinendesign war dennoch so fortschrittlich, dass es sich mit kleinen Retuschen auch während der gesamten Bauzeit des Nachfolgers, der Serie mit den Endziffern 1, bis 1980 hielt.
Zeitgleich erfolgte eine Umstellung der bisher eher willkürlichen Typbezeichnungen auf das im Prinzip bis 2004 gültige System. Die erste Ziffer bei zweistelligen Bezeichnungen bzw. die ersten beiden bei dreistelligen gaben fortan in etwa den Hubraum des Motors in Litern wieder, die hintere Ziffer die Generation, der das Fahrzeug entstammt, begonnen 1968 mit der Ziffer 0. So wurde der L 36 zum L 50, der L 56 zum L 80 und der L 76 zum L 110. Ein Schwer-Lkw der damaligen Zeit wäre demnach etwa ein Scania LBS 110 Super gewesen, aufgeschlüsselt Lastwagen (L), Frontlenker (B), Achskonfiguration 6×2 mit liftbarer Schleppachse(S), 11-Liter-Motor der Baureihe 0 (110) plus „Super“ für Turboaufladung. Ein Dreiachser mit zwei angetriebenen Achsen (6×4) hatte ein „T“ für das Doppelachsaggregat („tandemdriven“) in der Typenbezeichnung. Nach der Typenbezeichnung wurde mit zwei Dezimalzahlen der Radstand angegeben, worauf man z. B. auf die Verwendung als Sattelzugmaschine schließen konnte, z. B. LBS 110 S(uper) 34.
1969 kam es zu zwei weiteren nennenswerten Neuerungen. Als Spitzenmodell erschien der äußerlich dem LB 110 baugleiche Typ LB 140 mit 350 PS, ein europäischer Spitzenwert. Deutsche Großserienhersteller verharrten bis weit in die 1970er Jahre bei 320 PS Maximalleistung, abgesehen von Magirus-Deutz, wo ab 1971 die Modelle 340D16 und 340D22 mit 340 PS im Angebot waren. Der Scania LB 140 war zunächst nur als Frontlenker im Angebot. Gleichzeitig erschien ein an die großen Typen angelehntes Frontlenkerfahrerhaus für die Mittelklassetypen L bzw. nun auch LB 80, die bisher nur als Haubenwagen zu haben waren.
Ab 1972 wurde der stärkste Motor auch in Haubenwagen der Modelle L 140 angeboten. Während für die Modelle L 80 und L 110 weiter die bisherige Kabine und die alte Motorhaube gefertigt wurden, erhielt der L 140 ein neues Haus und optisch auffällig eine neue einteilige Motorhaube, die zusammen mit den Vorderkotflügeln in einem Stück weggeklappt werden konnte. Dieses Modell wurde bis 1976 gebaut.
1974 erfolgte bei den Frontlenkern und den kleineren Haubenwagen der Wechsel zur Serie 1. Aus dem LB 110 wurde so der LB 111. Optisch tat sich nicht viel. Die Hauber blieben unverändert, bei den Frontlenkern wurden die rechteckigen Scheinwerfer in der Stoßstange durch runde über der Stoßstange ersetzt, aus dem L 55 wurde der L 56. Ursache für den Übergang zur Serie 1 war die Einführung einer neuen, wiederum leistungsgesteigerten Motorengeneration. Der schwere Hauber mutierte erst 1976 zum L 141, in diesem Jahr stieg die maximale Motorleistung im Scania-Programm auf 375 PS. In den nächsten Jahren folgten überwiegend Detailverbesserungen.

### 1980 bis 1995: Der nächste Generationswechsel

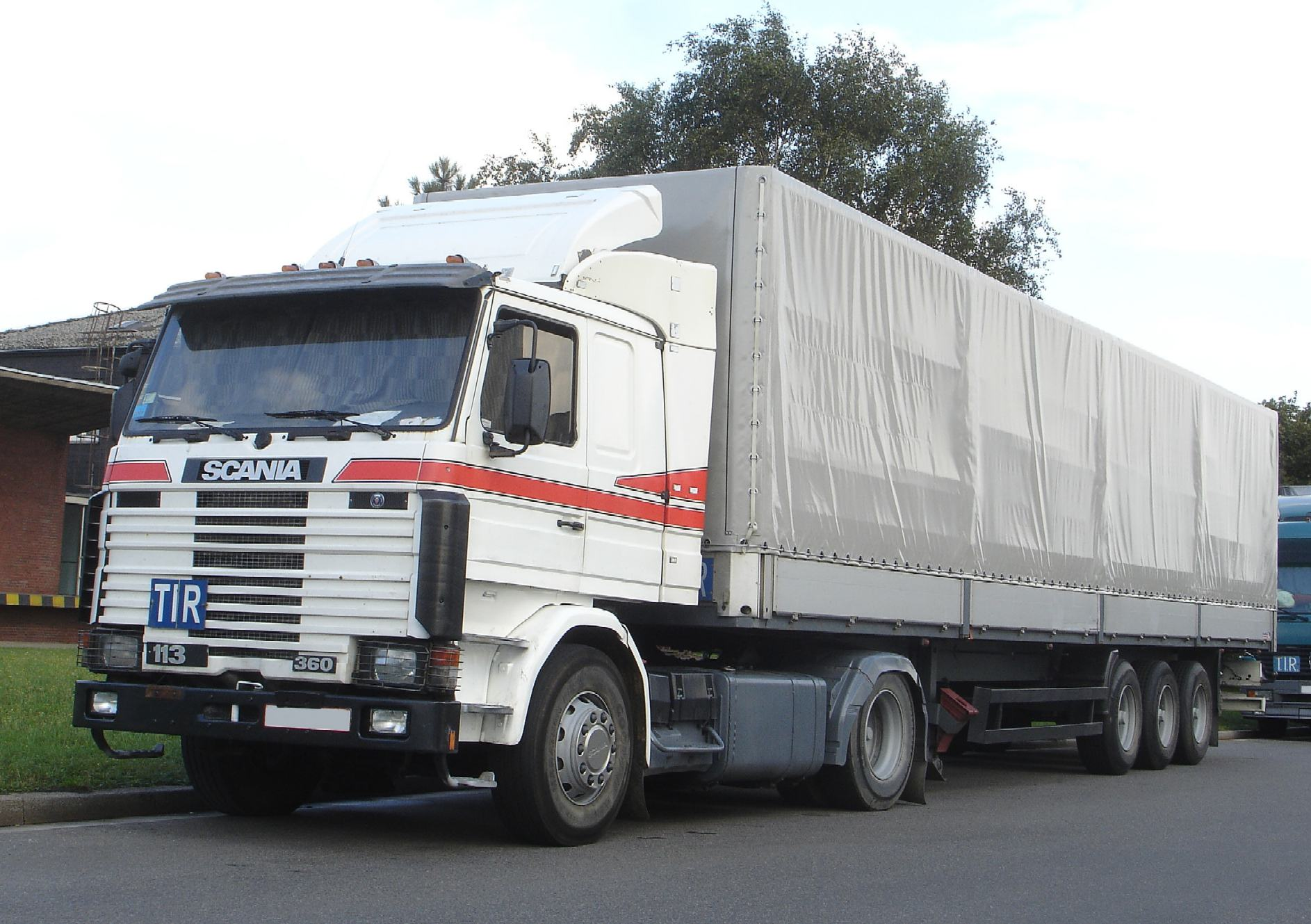
Scania 113 M (1988, Serie 3) (Design mit Serie 2 identisch)

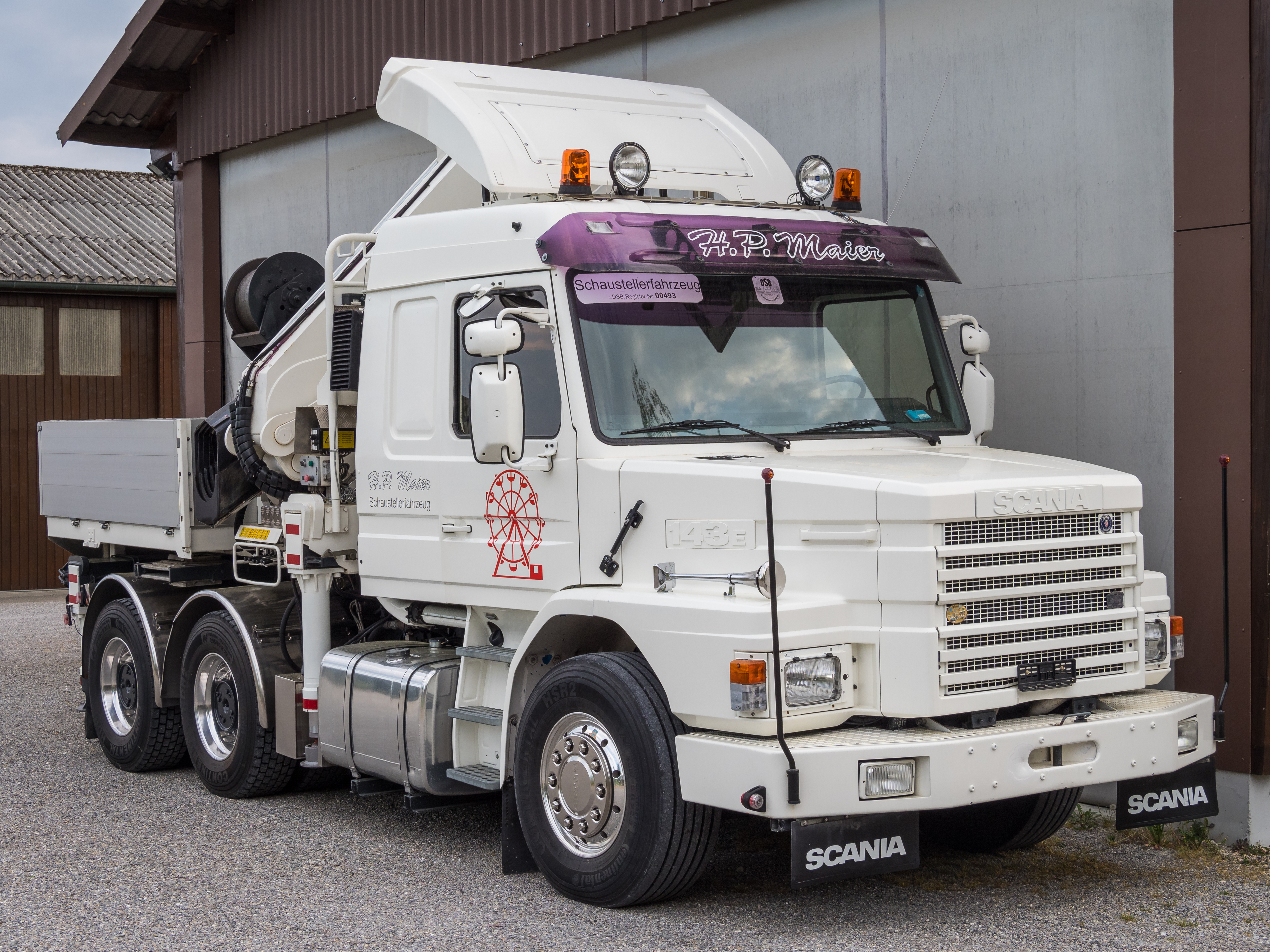
Scania T-143E Zugmaschine

1980 kam es zum erneuten Generationswechsel auf die Serie 2. Die gängigsten Modelle hießen nun 82, 112 und 142. Mit einer erneuten, teilweise erheblichen Leistungssteigerung ging eine Erneuerung der Fahrerhäuser einher, sowohl bei Haubern wie Frontlenkern. Das Design wurde gegenüber den Vorgängern noch etwas kantiger, die markanten Querbalken erhielten nun auch die schwächeren Haubenfahrzeuge und die zuvor bei den Frontlenkern senkrecht stehende Frontscheibe wurde nun etwas schräg gestellt. Waren die Frontlenker bereits zuvor, wie auch die Technik, auf einem Baukastensystem möglichst vieler Gleichteile aufgebaut gewesen, wurde dies bei den neuen Modellen konsequent ausgebaut. Die alten, auf die späten 50er Jahre zurückgehenden Haubenwagen verschwanden, das Fahrerhaus von Haubern und Frontlenkern war baugleich. Bei den leichteren Frontlenker-Lkw wie auch den leichteren Haubern war es etwas tiefer gesetzt, wodurch diese optisch vom Spitzenmodell etwas abrückten. Während das Nummernsystem der Modellbezeichnungen blieb, fiel für die Frontlenker die Bezeichnung LB (die allerdings nie an den Fahrzeugen angeschrieben war, dort standen bis dato nur die dreistelligen Nummern) weg, die Haubenwagen bekamen intern den Zusatz T vor der Nummer. Hinter den Nummern, und nun auch außen an den Fahrzeugen ablesbar, wurden neue Kennbuchstaben für die Rahmentragfähigkeit eingeführt, für die Fernverkehrslastwagen etwa M für mittelschwer (medium), H für schwer (heavy) und E für extra schwer. Während das T für den Haubenwagen vor der numerischen Typenbezeichnung stand, gab es bei den Frontlenker-Fahrzeugen folgende Kennzeichen für die Bauhöhe des Fahrerhauses: R für hoch aufgebaute kurze und lange Fahrerhaustypen CR13 und CR 19, P für niedriger aufgebaute Fahrerhaustypen CP13 und CP19 für Nahverkehr oder regionalen Fernverkehr und G für die besonders niedrig aufgebaute Version mit niedrigem Einstieg (low-entry) für Verteilerverkehr.
Nun wurde die Produktentwicklung ruhiger. Erwähnenswert ist 1982 ein neuer 14 Liter Hubraum umfassender V8-Motor mit 420 PS, der nun tatsächlich die Spitzenmotorisierung im europäischen Fernverkehr darstellte. Bis dahin hatte sich diese entgegen der Scania-Werbung in den M-915 der US-Armee befunden, mit Cummins NTC-400 (294 kW) und dem doppelt kuppelnden, druckluftgeschalteten 16-Gang-Getriebe 7155 von Caterpillar. (Als 38-Tonner konfiguriert, gehörten diese Fahrzeuge in den 1970er Jahren zum gewohnten Straßenbild auf deutschen Autobahnen, insbesondere zwischen Bremerhaven und der damaligen Vielzahl amerikanischer Kasernen.)
1984 brachte Scania als erster europäischer Lkw-Hersteller unter dem Namen CAG (englisch f. Computer Aided Gearshift) eine elektronische Schalthilfe auf den Markt.
1988 kam der Wechsel zur Serie 3. Analog zur Einführung der Serie 1 ab 1974 wurde wiederum die Technik überarbeitet, die noch aktuellen Fahrerhäuser blieben äußerlich weitgehend unverändert, wurden jedoch innen neu gestaltet. Optional war ab Werk nun für die schweren Fernverkehrs-Lkw ein Hochdach erhältlich.
Neben den in Fahrtrichtung auf der rechten Seite innen neben dem Scheinwerfer angebrachten Typziffern, wie sie bereits die Serien 0 bis 2 hatten, wurde seit Beginn der Serie 3 die auf 10 gerundete Motorleistung neben dem in Fahrtrichtung linken Scheinwerfer angebracht, um bei den wenigen Grundmodellen noch ein weiteres äußeres Unterscheidungsmerkmal zu haben. Bei den Fahrzeugen der Serie 2 wurde dort nur bei den Spitzenmodellen zuvor ein „V8“-Logo gezeigt, um auf den statusträchtigen großen Motor hinzuweisen. Die Darstellung wäre etwa Scania R 113 MA 4×2 A 380 für eine luftgefederte zweiachsige Sattelzugmaschine der 3. Serie mit hohem Fahrerhaus (kurz oder lang) und 11-Liter-Motor und 380 PS.
1989 wurde die Motorleistung des Spitzenmodells auf bis zu 470 PS gesteigert, im Jahr 1992 wurde im Typ Scania 143 erstmals die 500-PS-Marke erreicht. Optional kamen unter dem Beinamen „Streamline“ luftwiderstandsoptimierte Fahrerhäuser im Fernverkehr auf den Markt, die das markante, kantige Äußere leicht glattbügelten, Dachspoiler und Windleitbleche serienmäßig erhielten und einen etwas niedrigeren Verbrauch zur Folge hatten.

### Seit 1995: Rundliche Formen prägen das Bild, Ende der Hauben, neue Nomenklatur

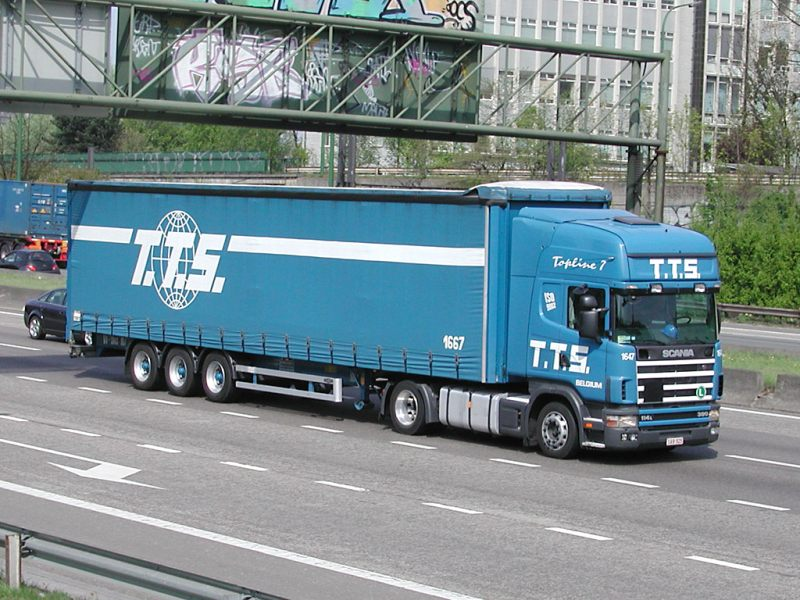
Scania 114 L (1995, Serie 4)

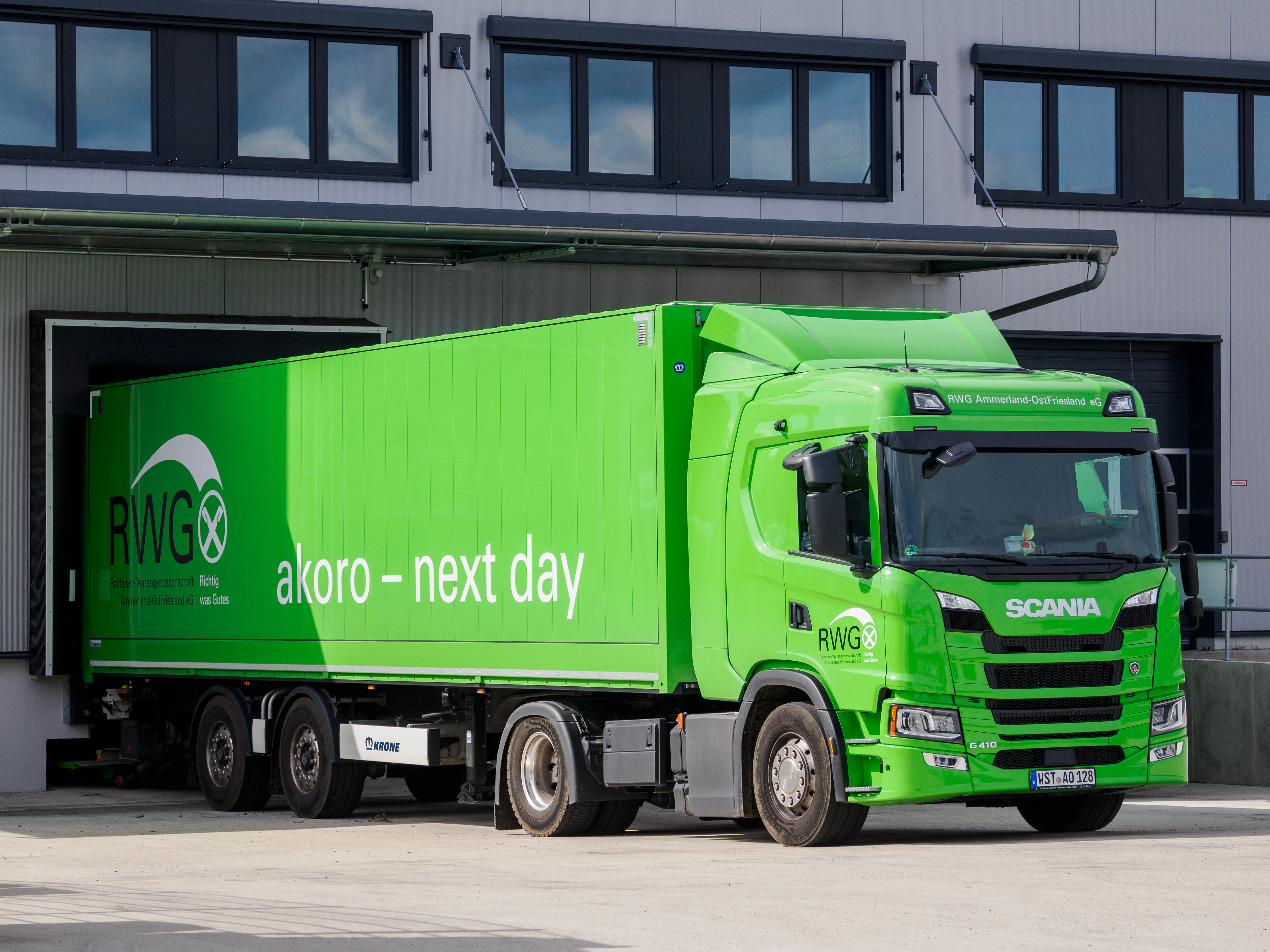
Scania G410

1995 erfolgte ein erneuter Generationswechsel, nunmehr auf die 4er-Serie. Insgesamt wurde das Kabinendesign rundlicher. Sowohl die Außenkanten des Fahrerhauses als auch die Stoßstangen wurden abgerundet und aerodynamischer gestylt, die Frontscheibe hingegen ragte jetzt wieder steil auf. Die gleichen Neuerungen erfuhren auch die T-Hauber, die inzwischen nur noch eine untergeordnete Rolle spielten. Es gab zwei Nahverkehrskabinen in flacher und mittelhoher Version, zwei Haubenfahrerhäuser für den Nah- und Fernverkehr, sowie drei Frontlenker-Fernverkehrskabinen in niedriger, mittlerer sowie einer Hochdachversion.
Auch bei den Motoren wurde die Angebotspalette erweitert. 1998 gab es neue Motoren, die bei Hubräumen von 9, 11, 12 und 14 Litern zwischen 230 und 530 PS boten. Im Jahr 2000 wurde die Leistung der Motoren erneut gesteigert. Ein 16-Liter-Motor mit 580 PS kam hinzu. Mit einem 730 PS starken V8-Motor aus 16,4 Litern Hubraum bot Scania seit 2010 seinen stärksten Lkw an. Vergleichbar starke Maschinen bieten in Europa beispielsweise noch Volvo, MAN und Mercedes-Benz an. Die stärksten Motoren der jeweiligen Hersteller spielen jedoch in den Verkaufszahlen kaum eine Rolle.
Zum Jahr 2005 änderte das Unternehmen die Nomenklatur erneut. Die neue Generation heißt nicht mehr Serie 5, sondern bezieht sich mit der Bezeichnung auf die Größe der Fahrerkabinen. Das „R“ steht für die höheren Fernverkehrskabinen, das „P“ für die niedrigeren Kabinen im Verteilerverkehr. Die Nennung der jeweils auf 10 gerundeten Motorleistung (etwa P 270 oder R 580) ersetzt seitdem die traditionelle Nennung des Hubraums außen am Fahrzeug. Das Fahrerhaus wurde renoviert, behielt jedoch das rundlichere Design des Vorgängers und war eine Modifikation des bisherigen Modells. Die Technik wurde weitgehend beibehalten. Die Produktion der nur noch in geringer Zahl verkauften T-Haubenfahrzeuge wurde im Oktober 2005 ersatzlos eingestellt. Damit war der letzte von einem europäischen Hersteller gebaute schwere Haubenwagen vom Markt verschwunden.
2006 wurde die Position der Fernscheinwerfer für alle Modelle vereinheitlicht. Neben den zwei Fernscheinwerfern im Hauptscheinwerfer gibt es optionale Fernscheinwerfer, die sich unter den Hauptscheinwerfern neben den Nebellampen befinden. Manche Modelle verfügen sogar über sechs Fernscheinwerfer. In diesem Fall gibt es außer den vier Leuchten unter der Frontscheibe zwei zusätzliche Fernscheinwerfer über der Frontscheibe. Es dürfen aber nur maximal zwei optionale Fernscheinwerfer gleichzeitig eingeschaltet sein.
Scania ist einer der wenigen Lkw-Hersteller, die ihre Fahrerkabinen für Sonderfahrzeuge, wie Feuerwehrfahrzeuge oder Müllsammelfahrzeuge in verschiedenen Längen mit Mannschaftskabinen bis maximal neun Personen, selbst herstellen.
2023 gab Scania bekannt, keine Integralbusse mehr anzubieten und sich auf die Entwicklung von Fahrgestellen und Antrieben zu konzentrieren. Die Modelle Citywide, Interlink und Metrolink werden eingestellt.

### Produktpalette (Auswahl)

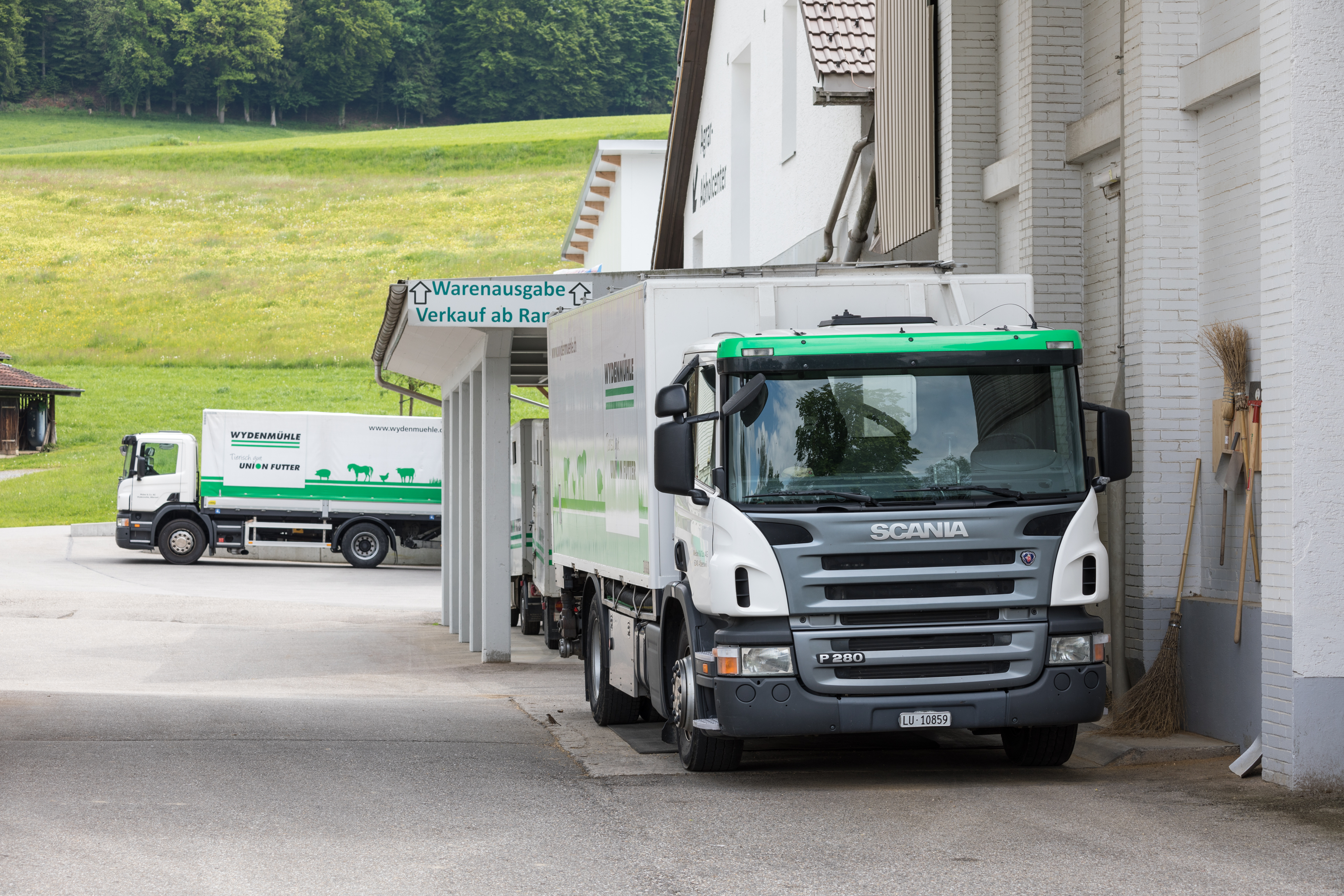
Scania P 280
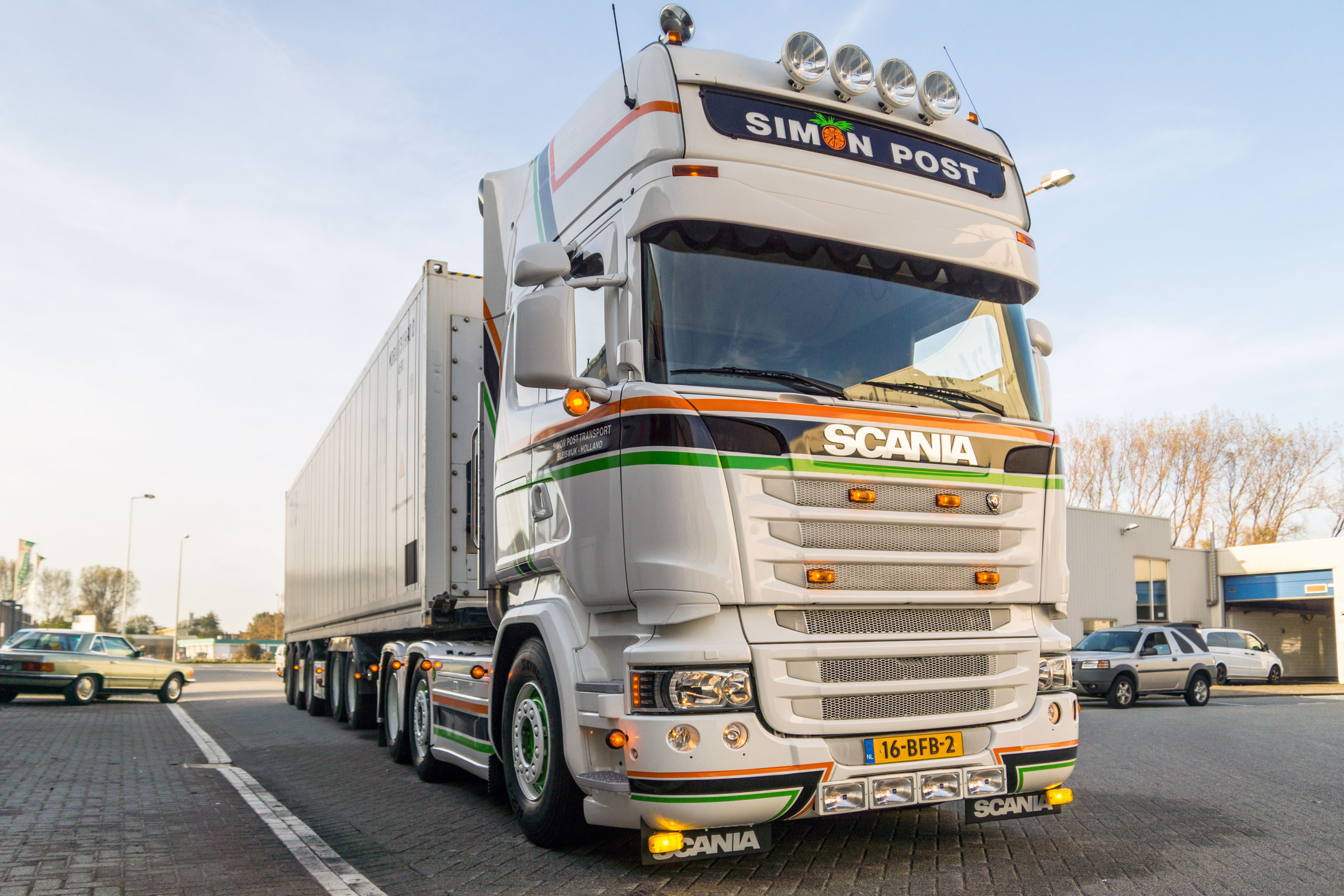
Scania R-Streamline mit Topline-Fahrerhaus
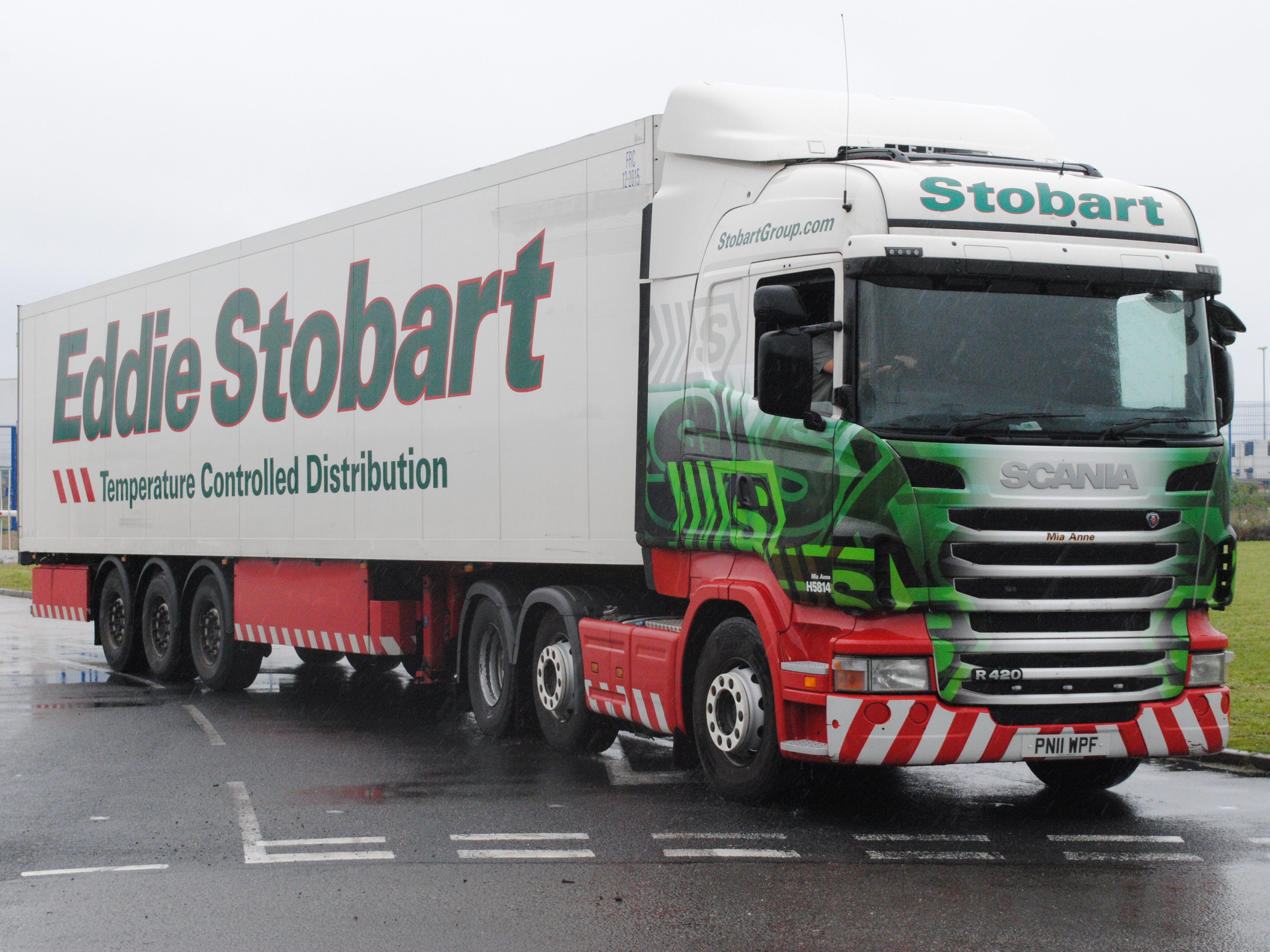
Scania R-Typ (mittleres Fahrerhaus)
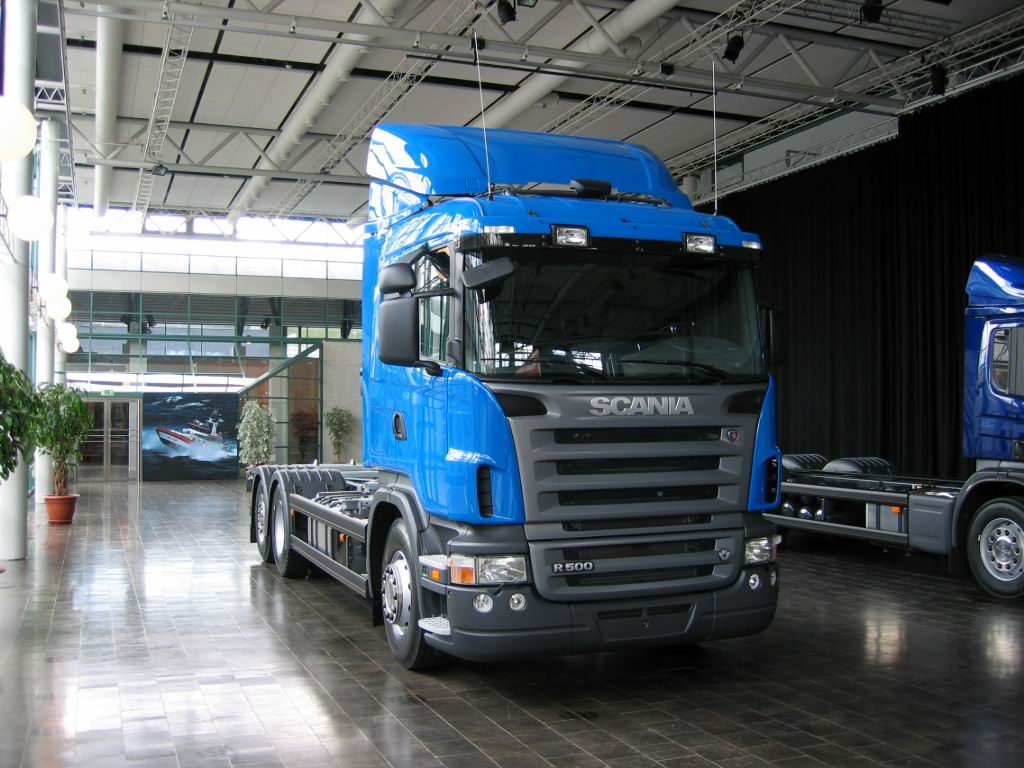
Scania R-Typ Fernverkehr (normales Fahrerhaus)
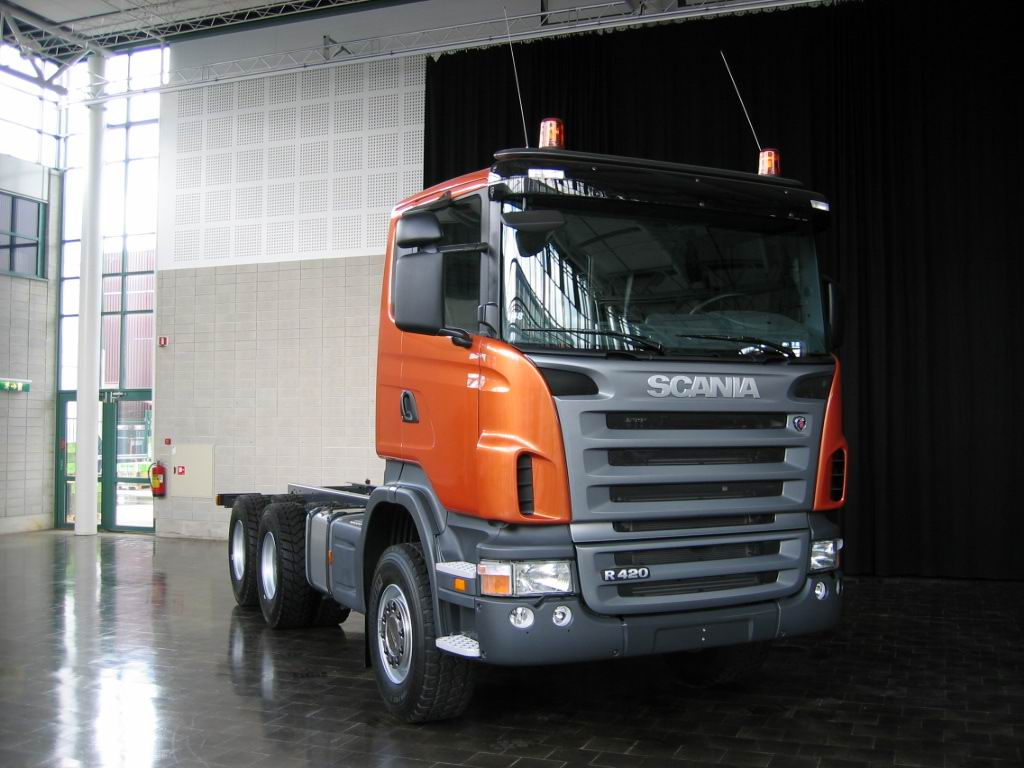
Scania R-Typ (flaches Fahrerhaus)
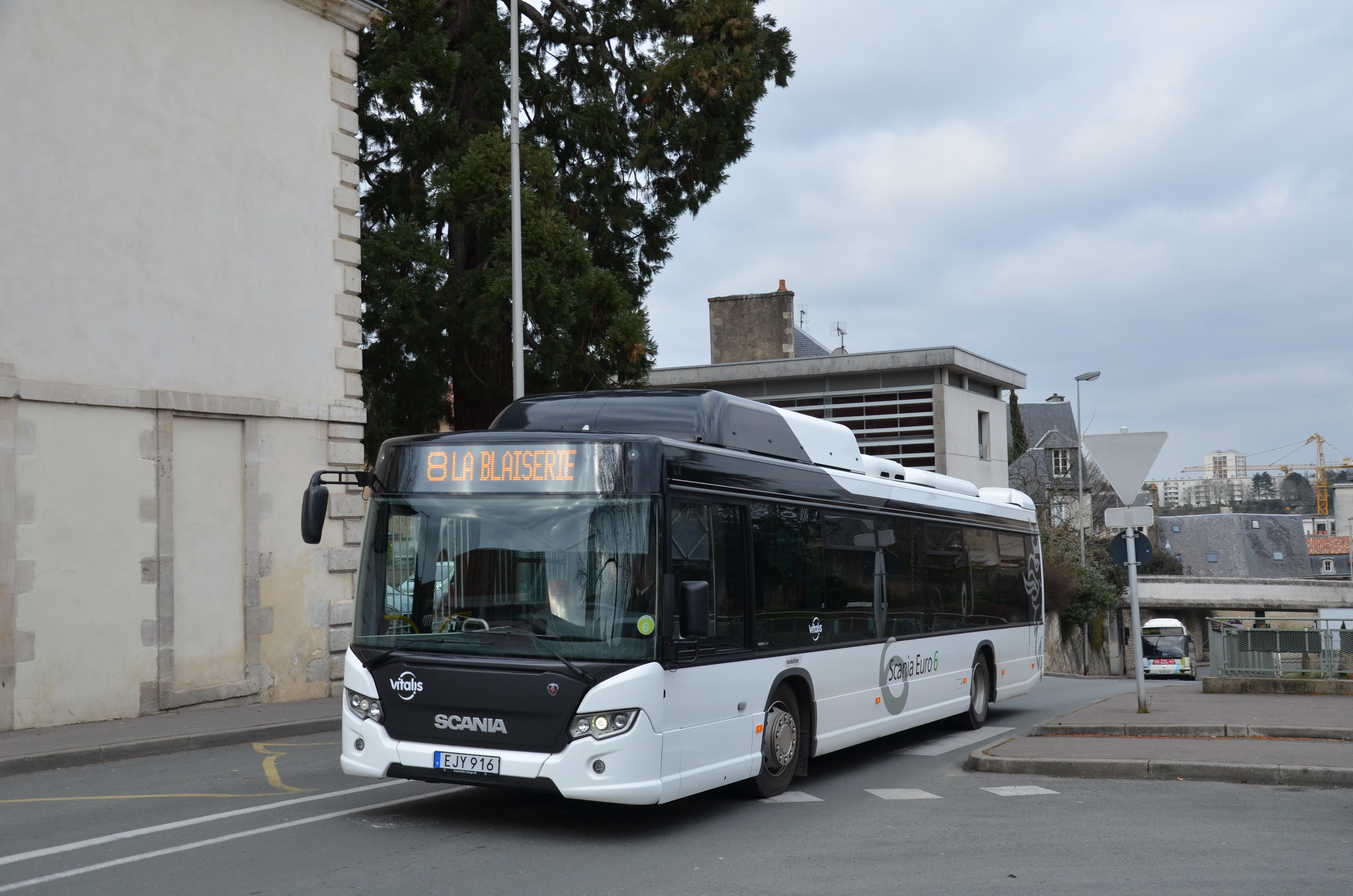
Scania Citywide
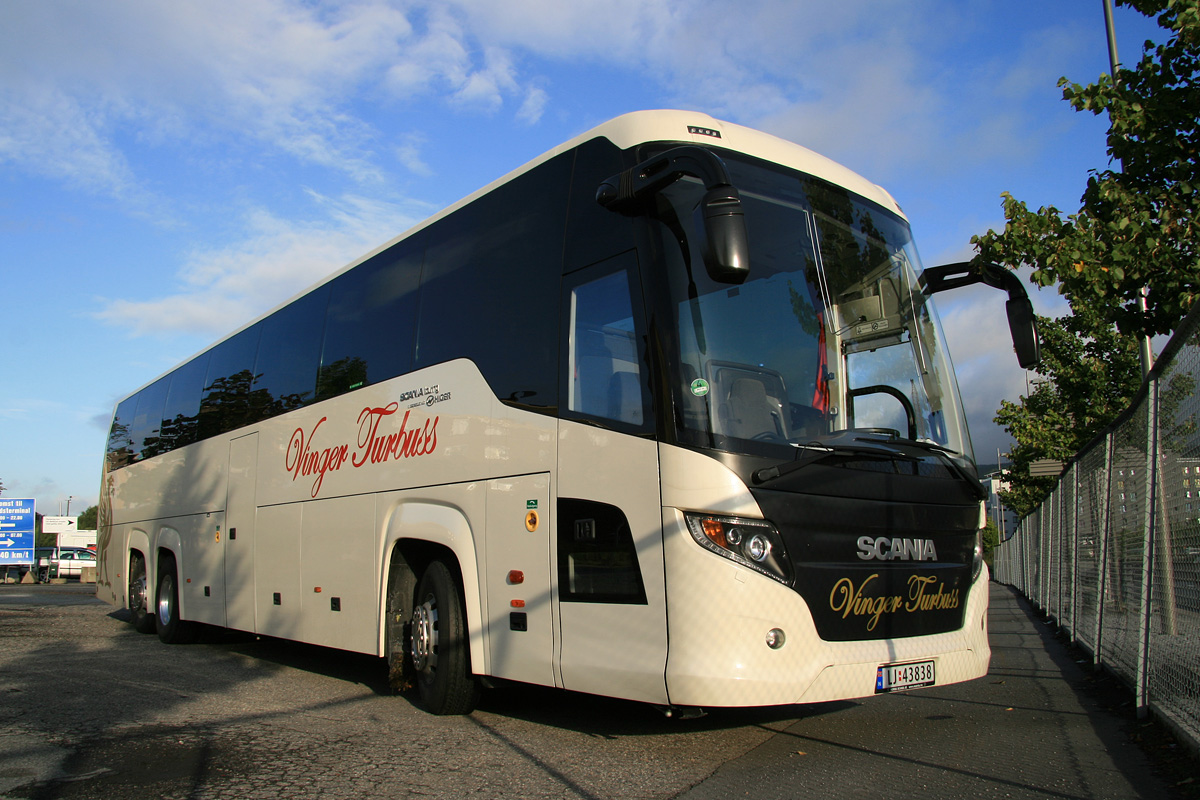
Scania Touring
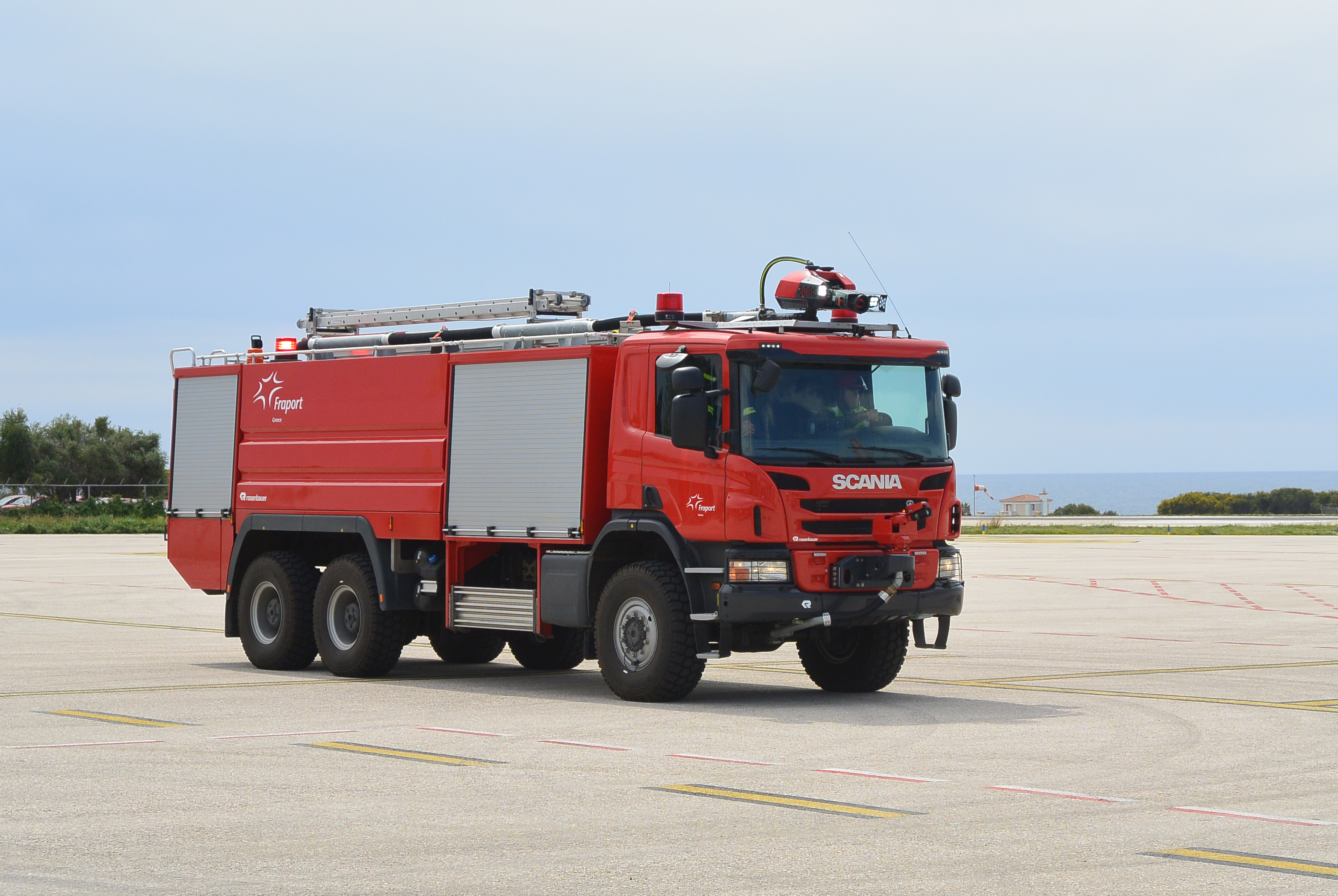
Scania Löschfahrzeug
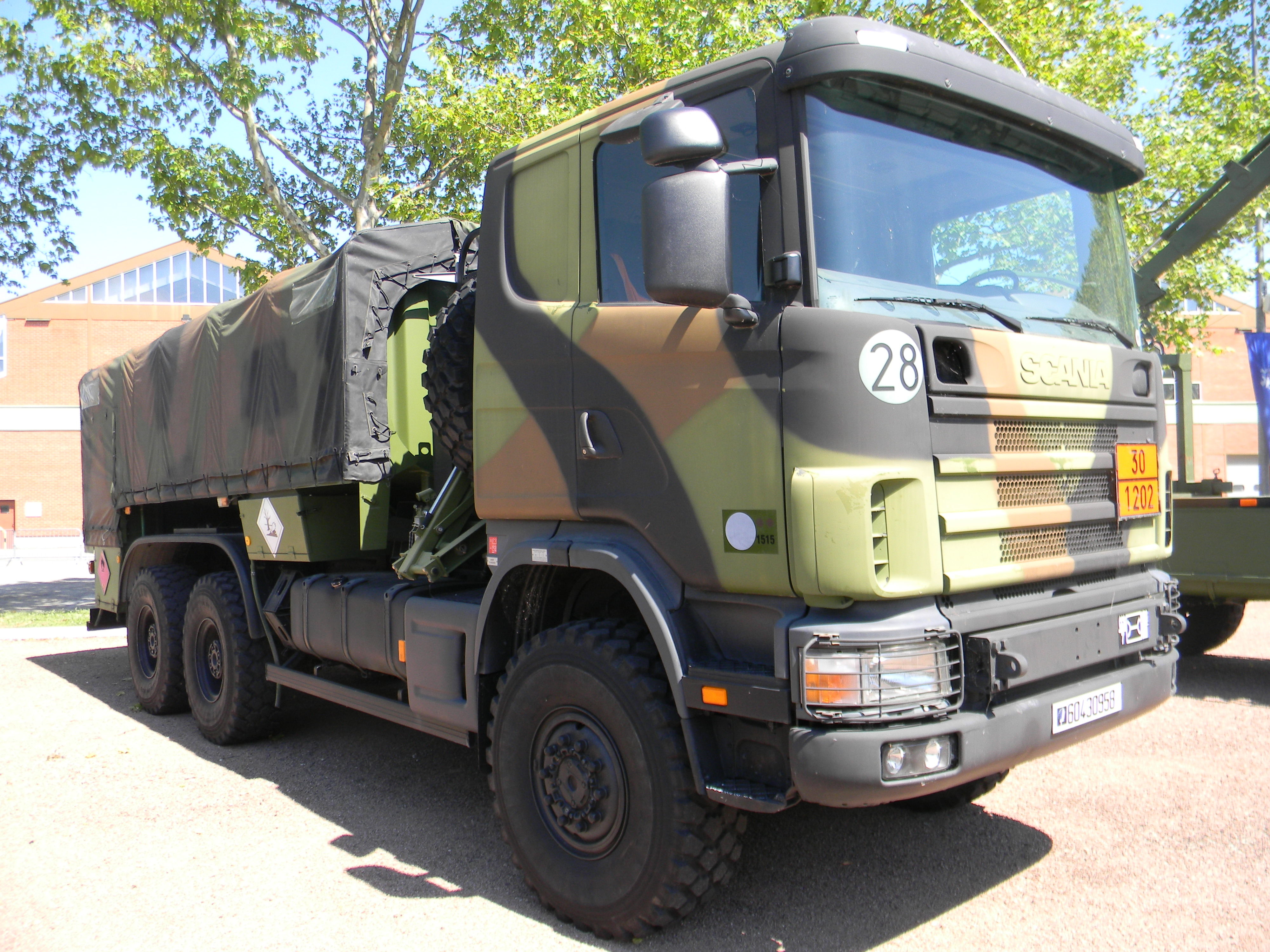
Tankfahrzeug CP 10 der französischen Streitkräfte
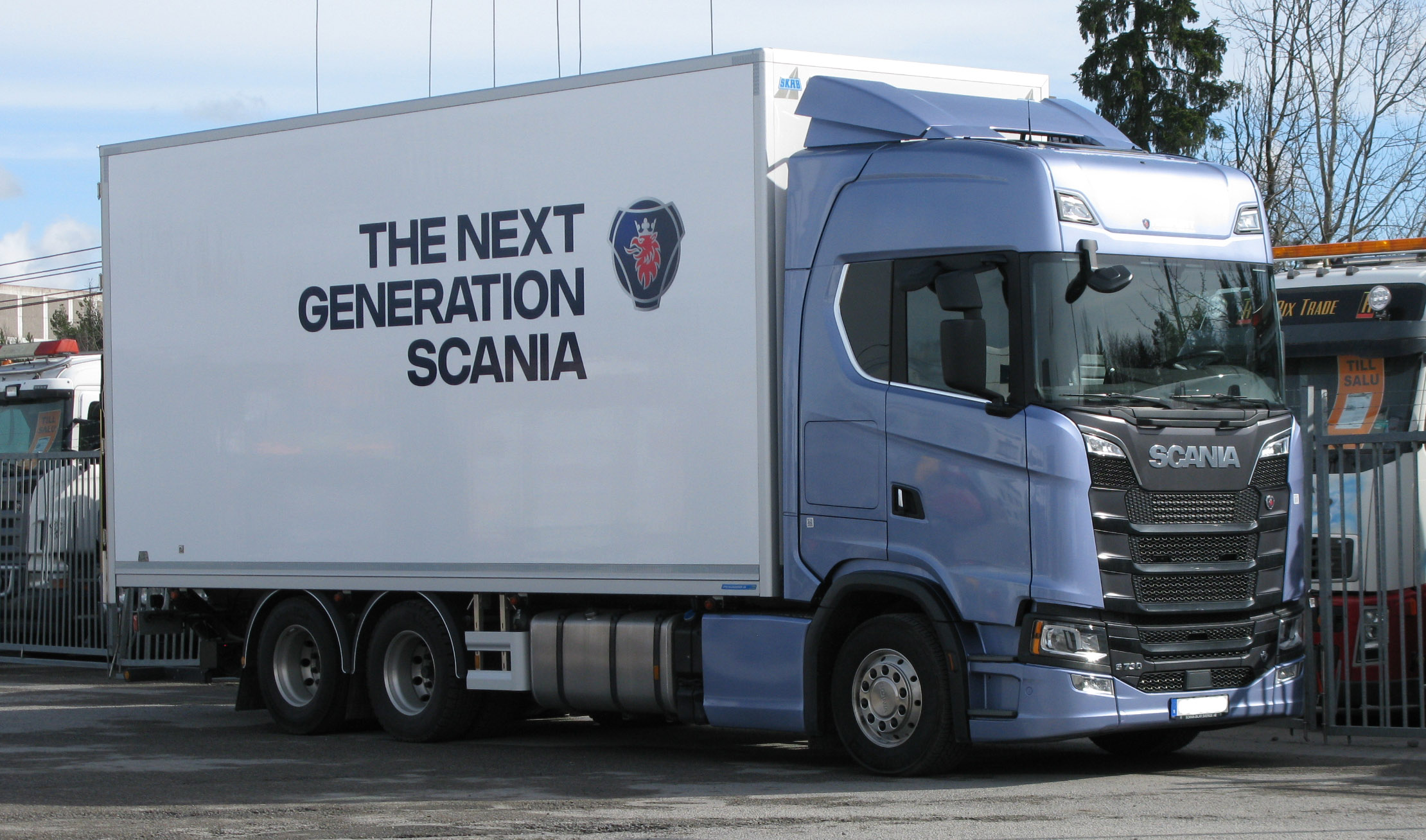
Scania S730 („New Generation Scania“) (2017)